# Biserica Adormirea Maicii Domnului din Târgu Jiu

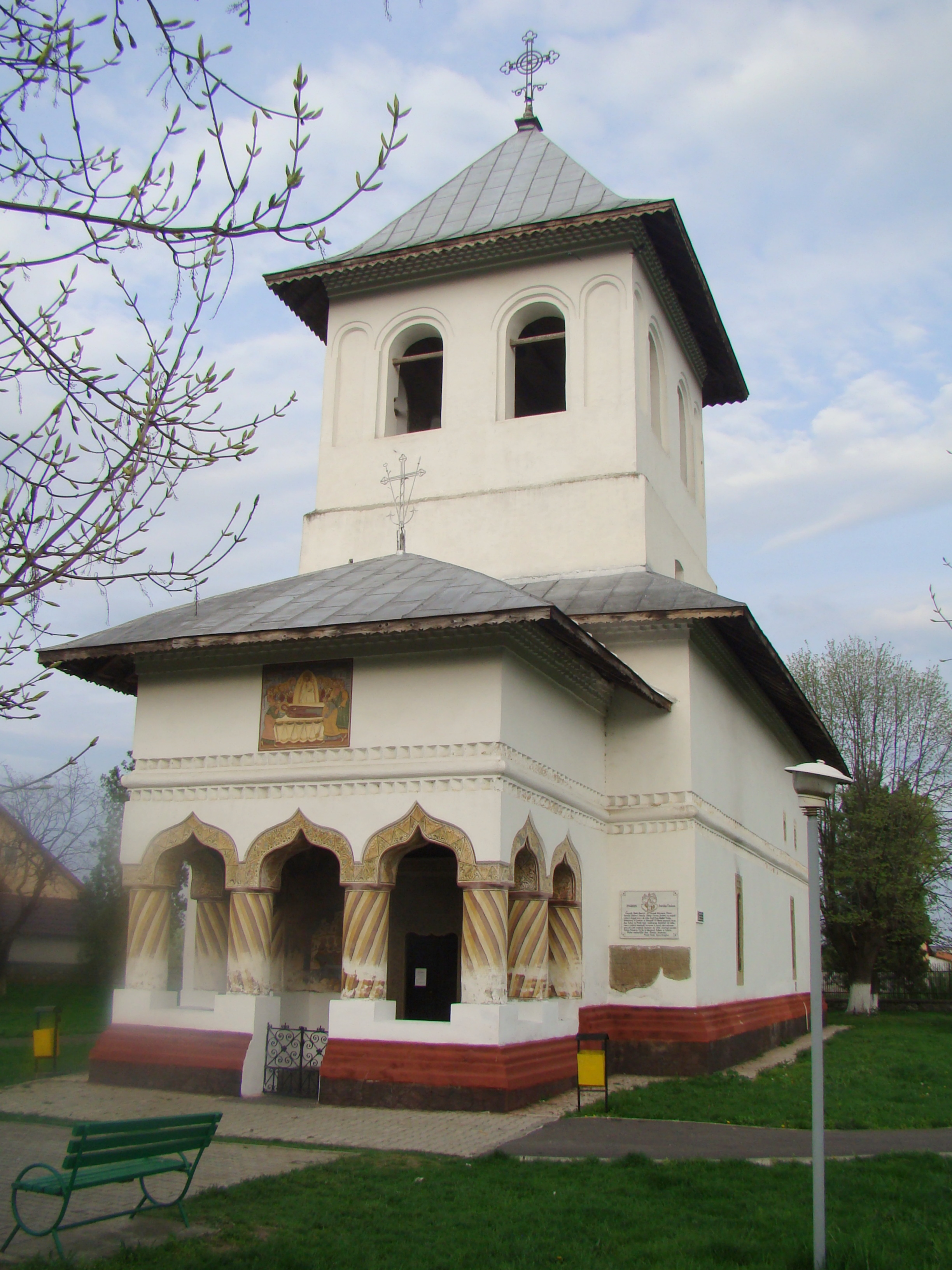
Biserica, foto: aprilie 2018

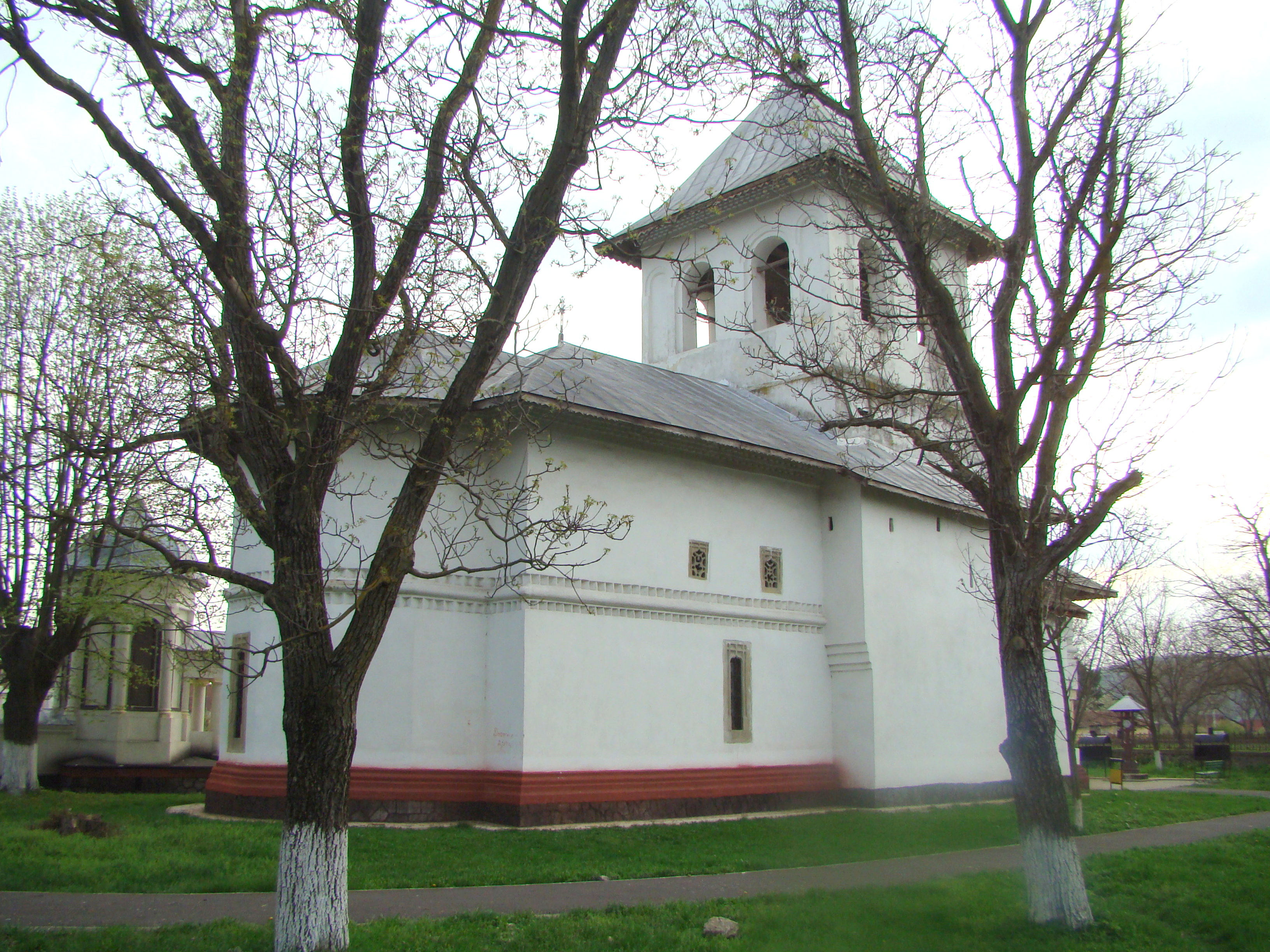
Biserica (nord-est)

Biserica „Adormirea Maicii Domnului” din municipiul Târgu Jiu (județul Gorj) datează din anul 1694. Biserica se află pe noua listă a monumentelor istorice sub codul LMI:  GJ-II-m-A-09185.02 (parte din Ansamblul curții lui Cornea Brăiloiu).

## Istoric și trăsături
Biserica „Adormirea Maicii Domnului”, Bd. Ecaterina Teodoroiu, nr. 365, din Vădeni, în prezent un cartier nordic al orașului Târgu Jiu, reprezintă cea mai veche biserică de zid din județul Gorj, datând din 1694 si refăcută în 1911. Pentru ridicarea sa, marele Ban Cornea Brăiloiu, ctitorul bisericii, a adus meșteri din Italia, recomandați de domnitorul Constantin Brâncoveanu. Prevăzută inițial cu drugi puternici de lemn, așezați în zid, care închideau porțile, precum și cu o „tainiță” (cameră secretă) situată sub clopotniță, biserica, a fost ca o fortăreață, pentru refugiu în caz de primejdie.
Biserica din Vădeni este ridicată din cărămidă, fiind un edificiu de plan dreptunghiular, încheiat în partea de răsărit cu o absidă semicirculară; în partea vestică, biserica are un pridvor deschis,
Biserica este zidită în formă de navă, interiorul fiind împărțit în cele trei părți specifice: pronaos, naos si altar. Între pronaos și naos se află un rând de coloane puternice. În spate, deasupra pronaosului, se înalță o turlă robustă, de formă pătrată, în care este amenajată clopotnița.
În anul 1732, la dorința monahului Dositei, fiul ctitorului, biserica din Vădeni este pictată în frescă, de zugravi ai Școlii de la Hurezi (zugravii Ranite Grigore, Vasile și Ioan). La săvârșirea picturii a contribuit și Vasile, cel de-al doilea fiu al ctitorului Cornea. Lucrările de zugrăvire în frescă au fost terminate în anul 1733.

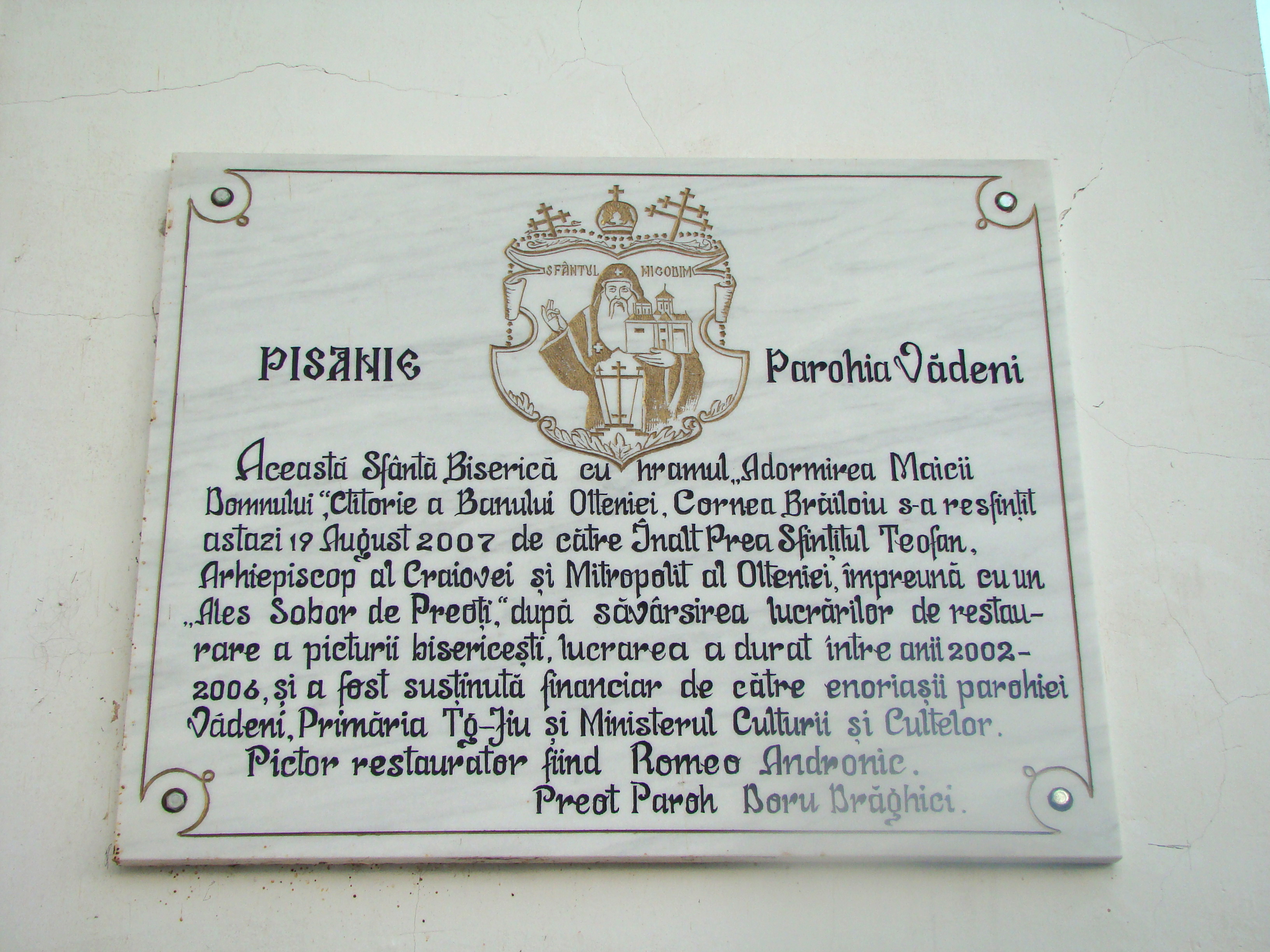
Pisanie post restaurare

În anul 2004 biserica a fost restaurată: pictorul restaurator Romeo Andronic a fost însărcinat cu repararea picturii. Conform proiectului avizat, s-au executat următoarele operații: curățarea depunerilor neaderente și aderente, înlăturarea repictărilor în tempera și consolidarea stratului suport, operații executate în zona superioară a altarului și a arcului de triumf.

## Patrimoniu

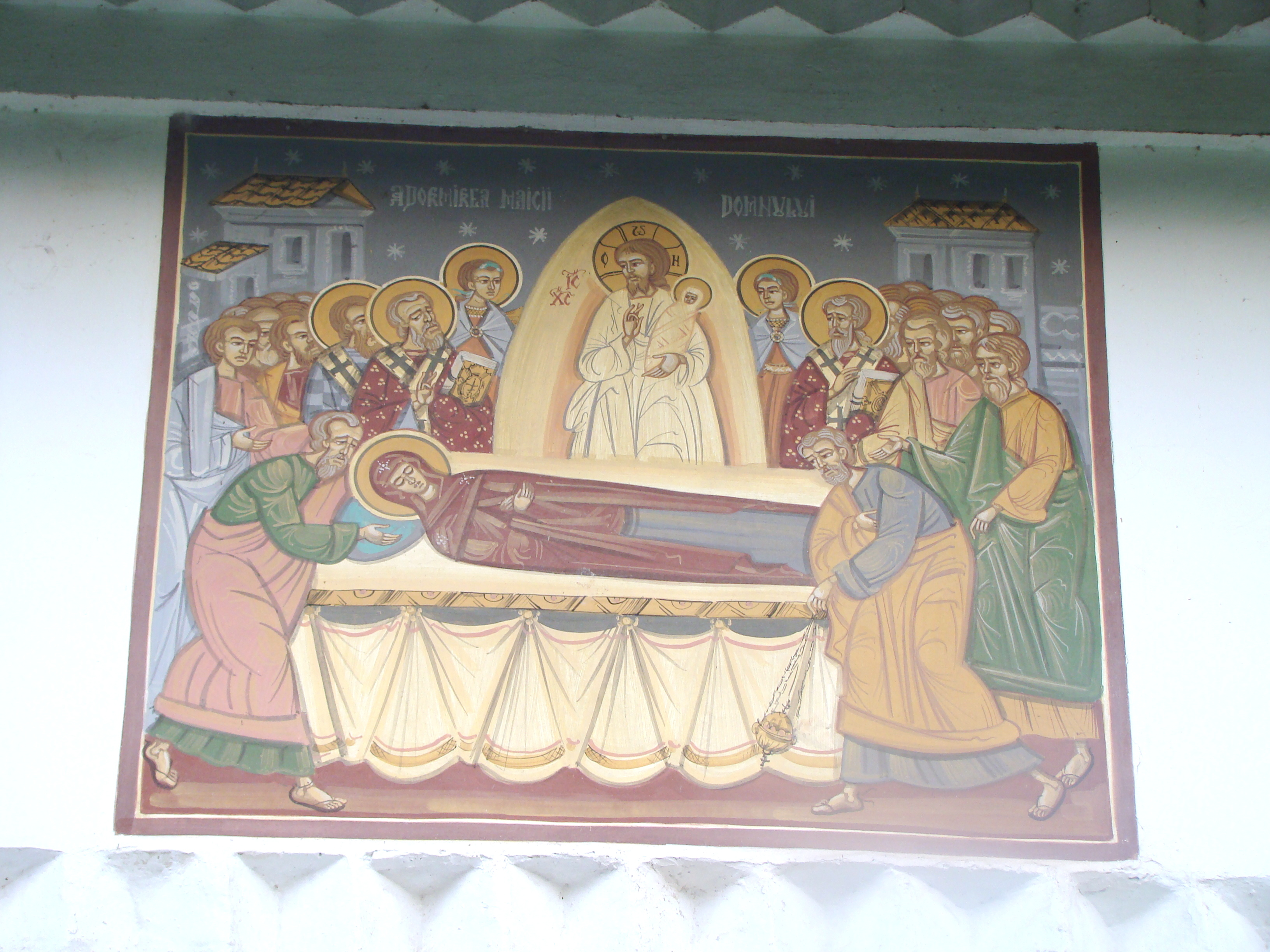
Icoana de hram

De-a lungul timpului, biserica a deținut o serie de obiecte vechi de cult, printre care, o icoană împărătească „Sfântul Ioan Botezătorul” – 85 x 53,5 x 2,5 cm, o icoană împărătească „Isus Christos” – 85 x 53,5 x 2,5 cm, o icoană împărătească „Maica Domnului cu Isus în brațe” – 85 x 53,5 x 2,5 cm, o icoană împărătească „Sfinții Voievozi” – 73,5 x 50,5 x 2,5 cm, o cruce de lemn pictată „Răstignirea lui Isus Christos” – 195 x 113 x 3,5 cm, datată 1849, dar și manuscrise și cărți vechi precum: o Evanghelie – 1794; un Liturghier – 1887; un Penticostarion – 1800; un Apostol – 1820; o Cazanie – 1834, o Carte de răspunsuri – 1834, un Antologhion – 1779. Toate bunurile au fost fișate și fotografiate de către Oficiul pentru Patrimoniul Cultural Național al județului Gorj, în anul 1977, fiind preluate pe bază de proces verbal din dispoziția Sfintei Mitropolii a Olteniei și depuse la Mănăstirea Lainici. 

## Imagini din exterior

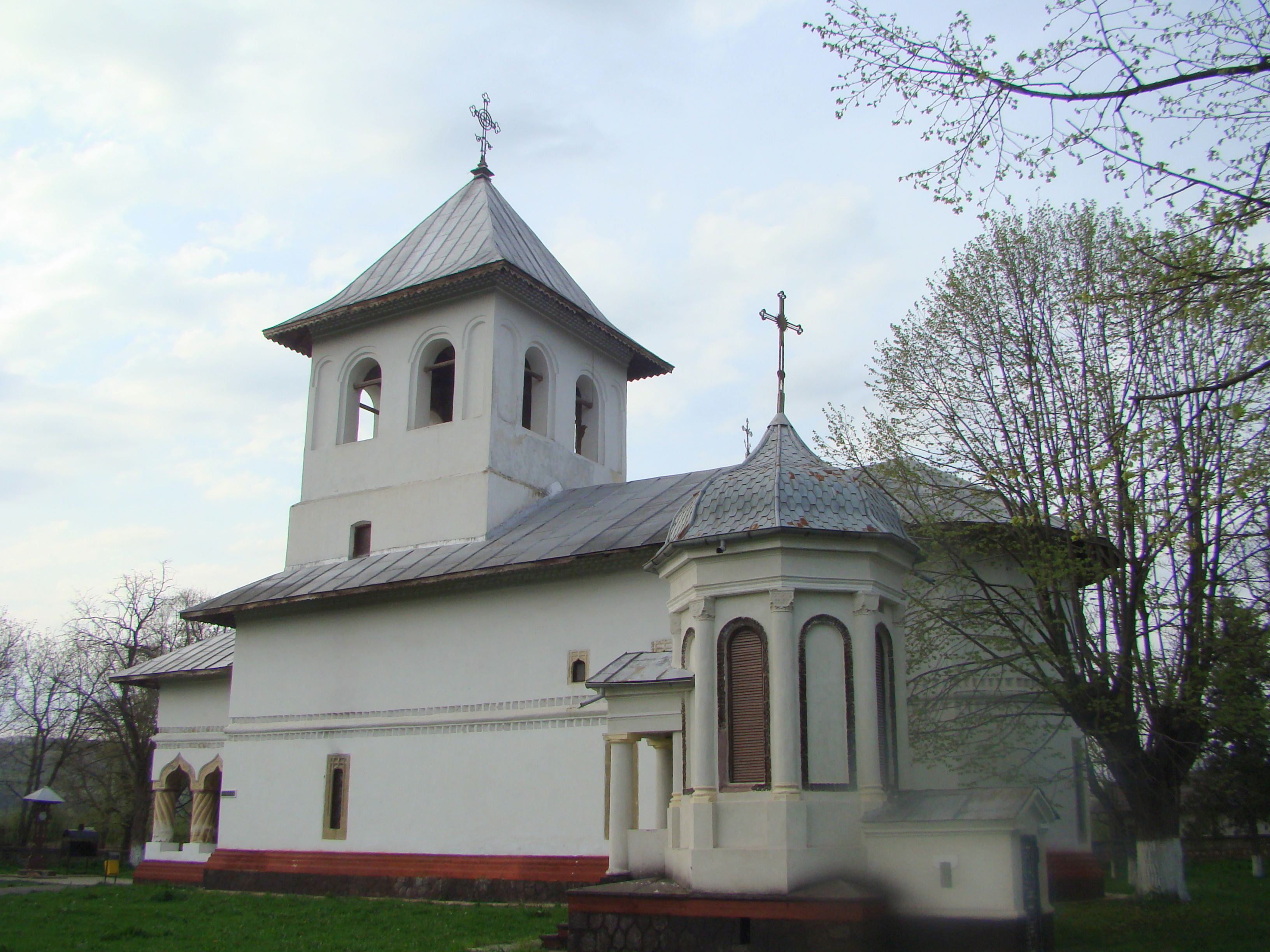
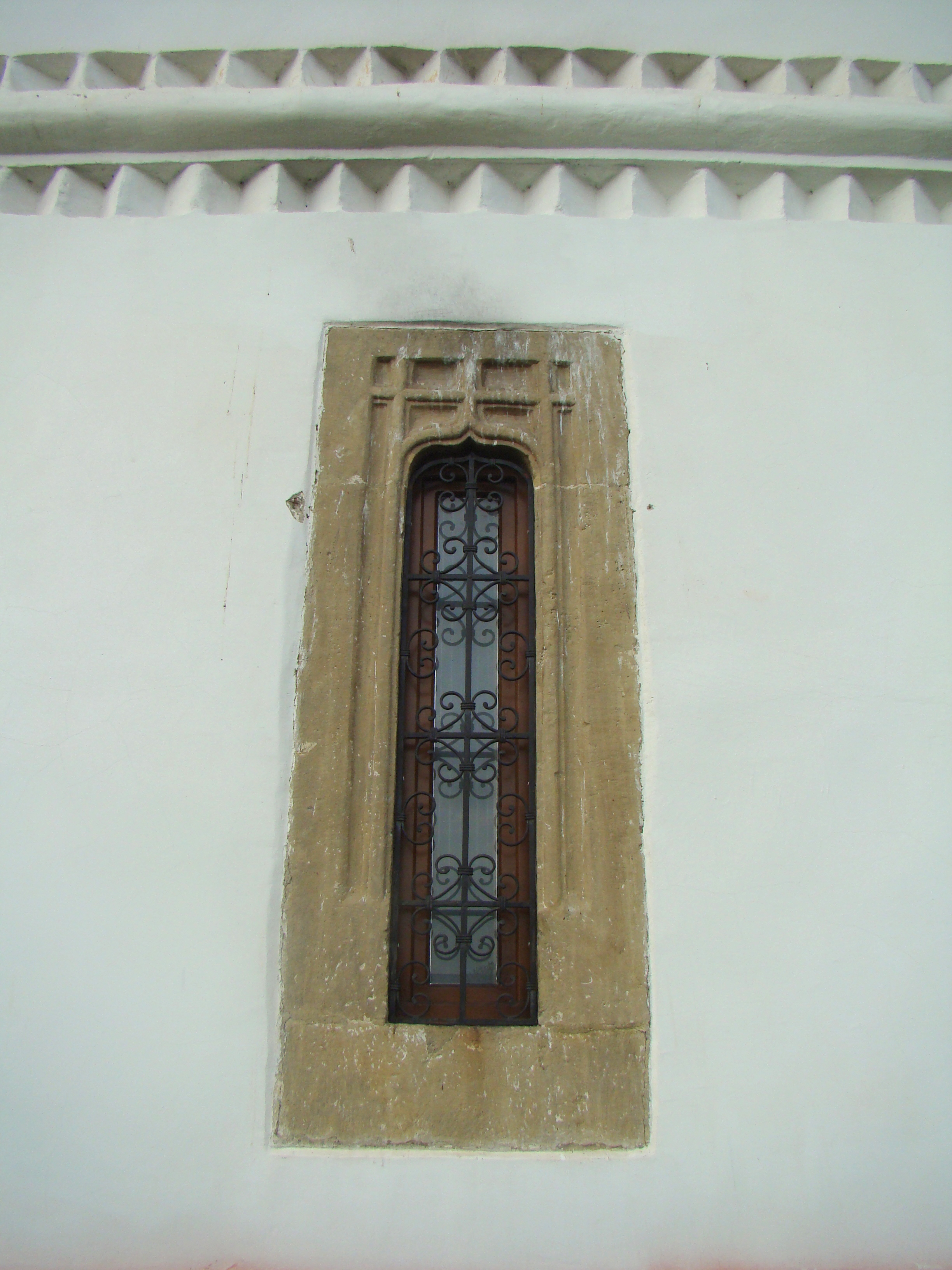
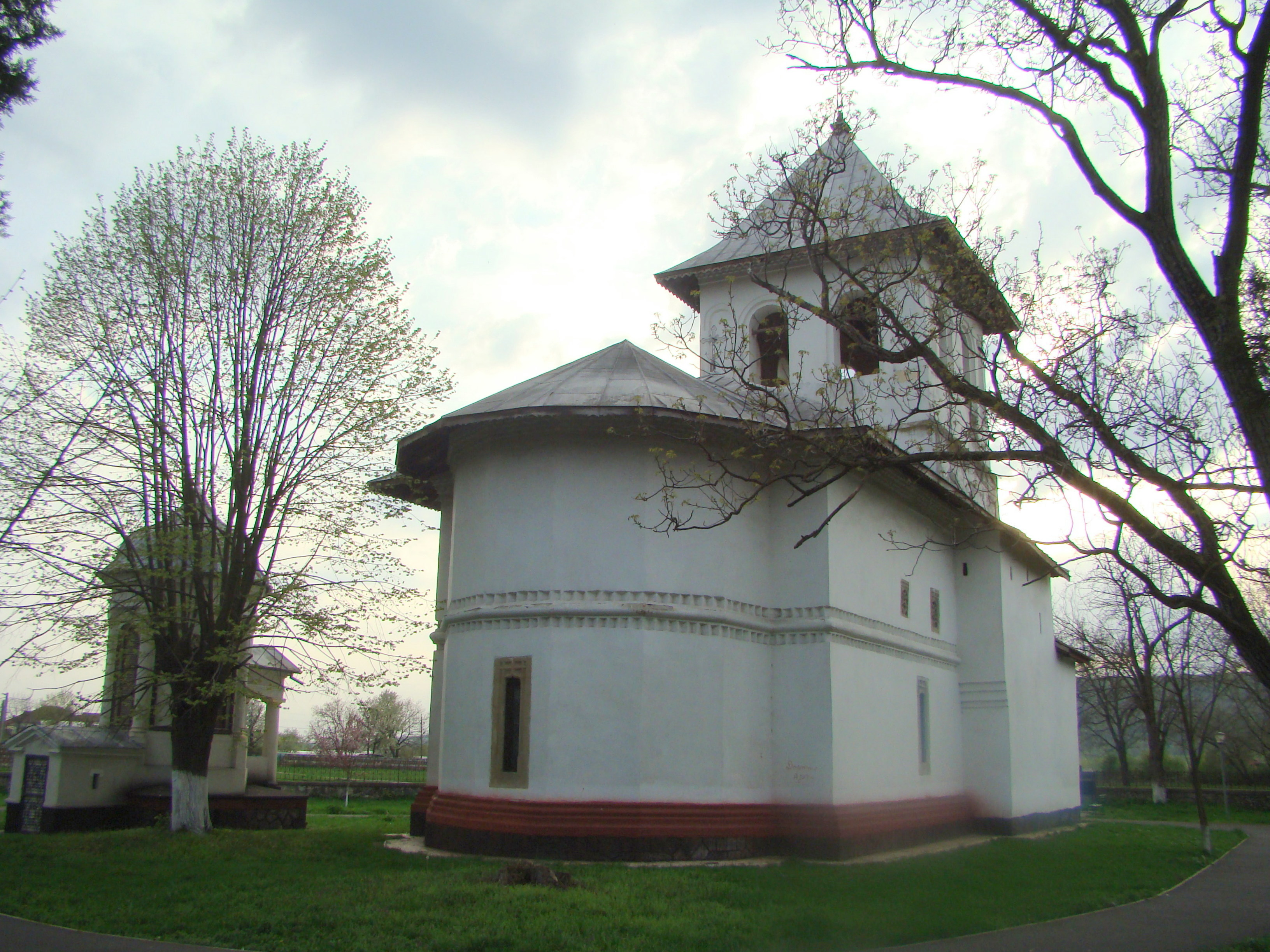
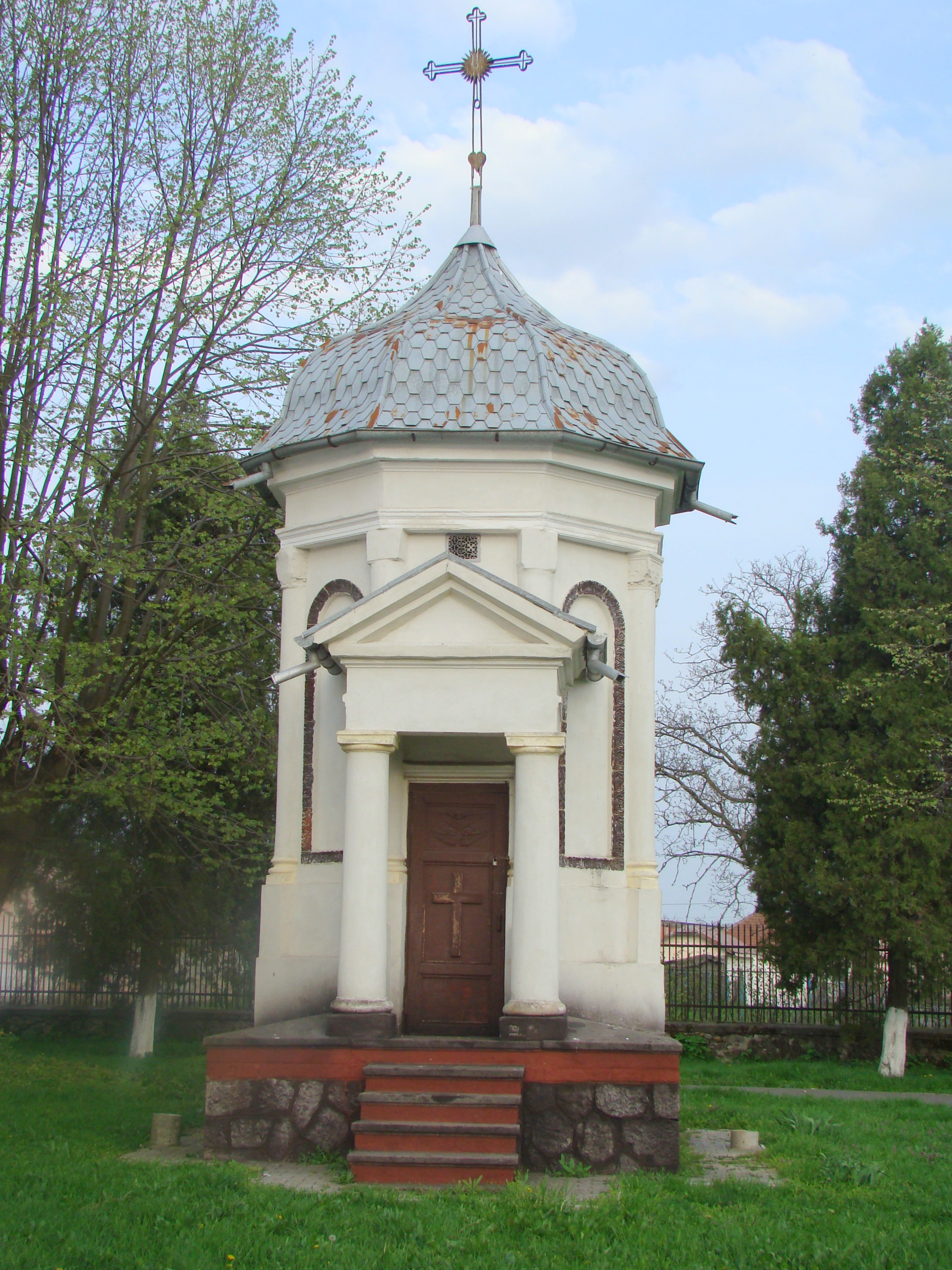
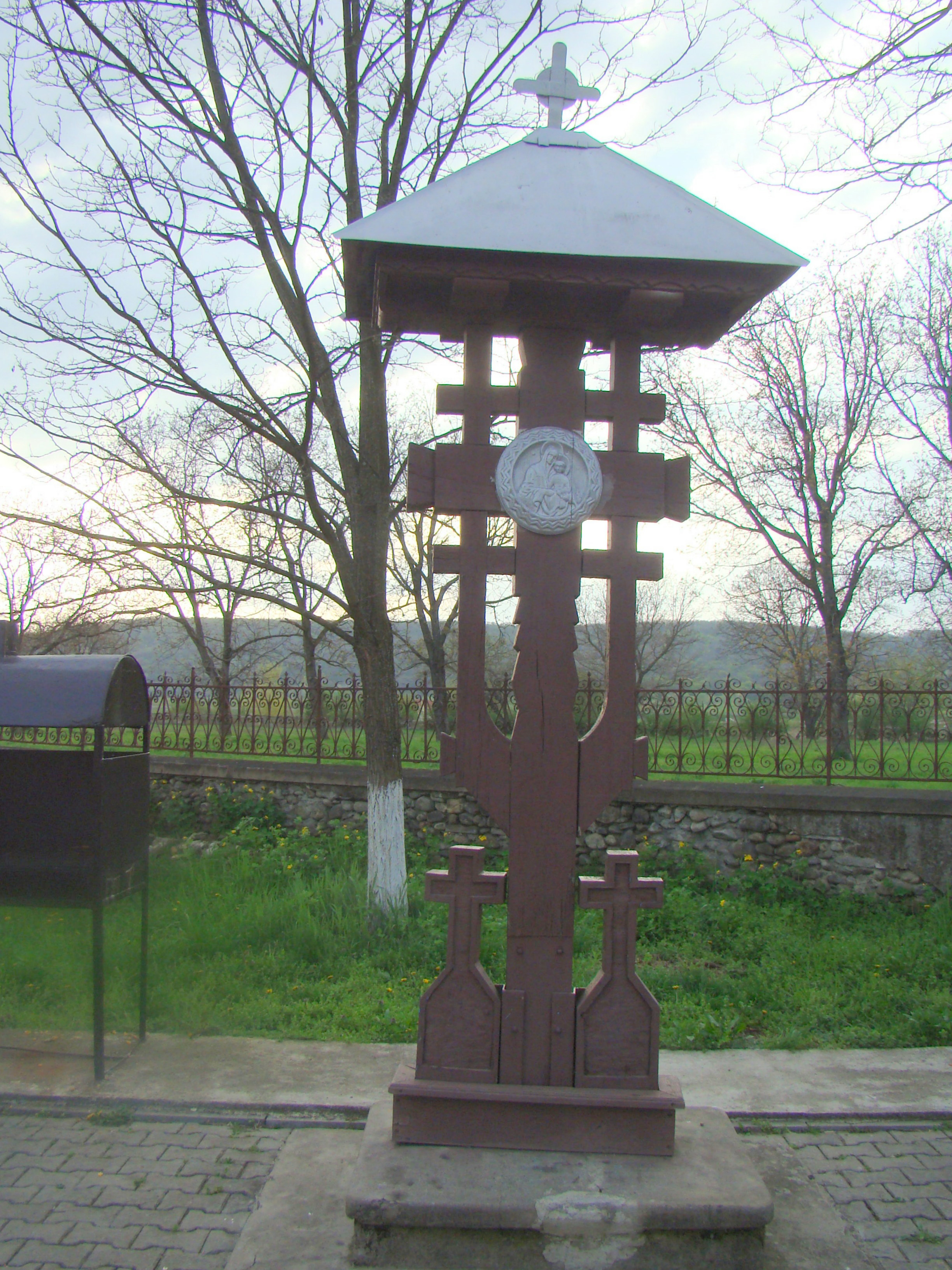
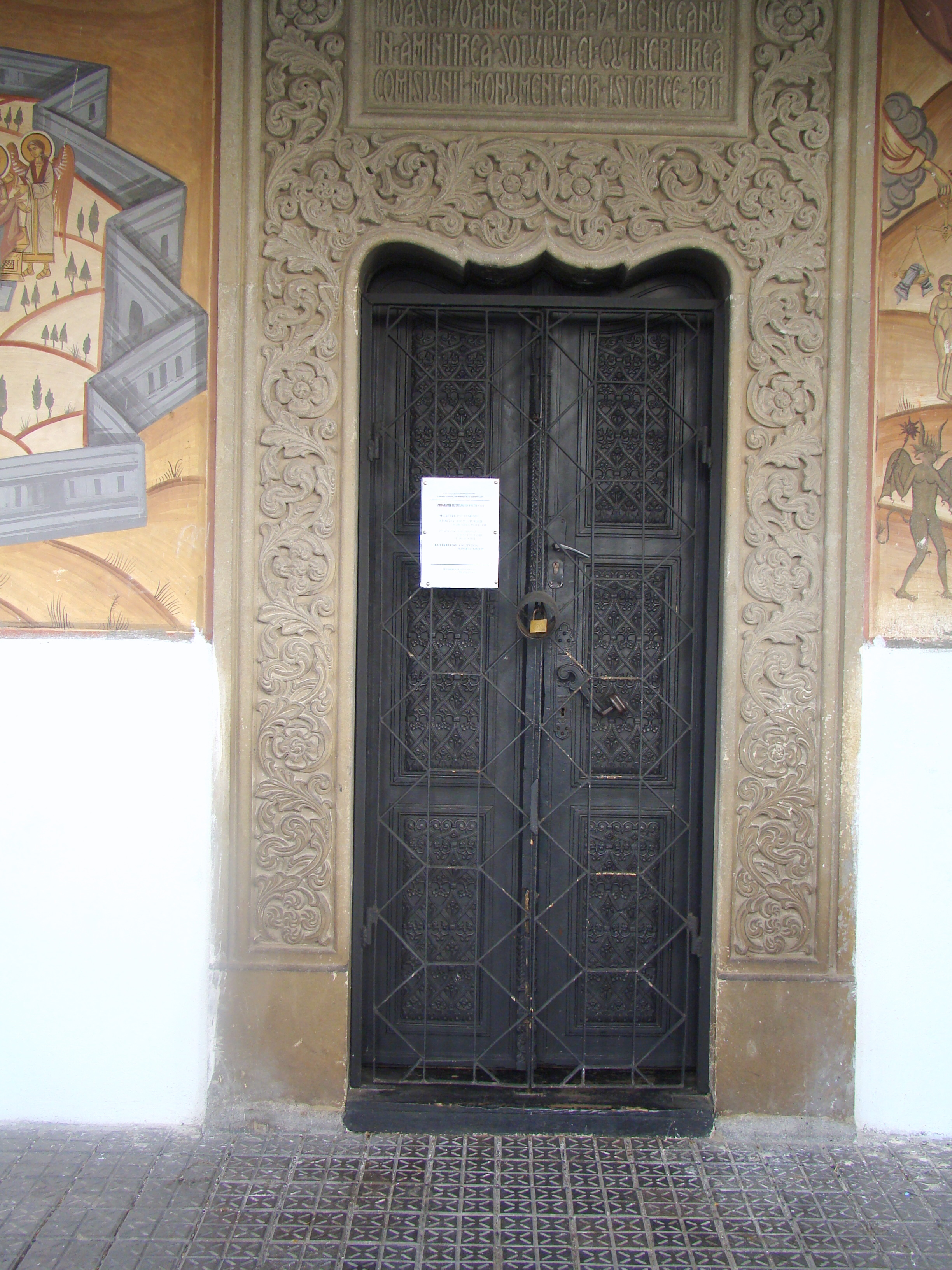
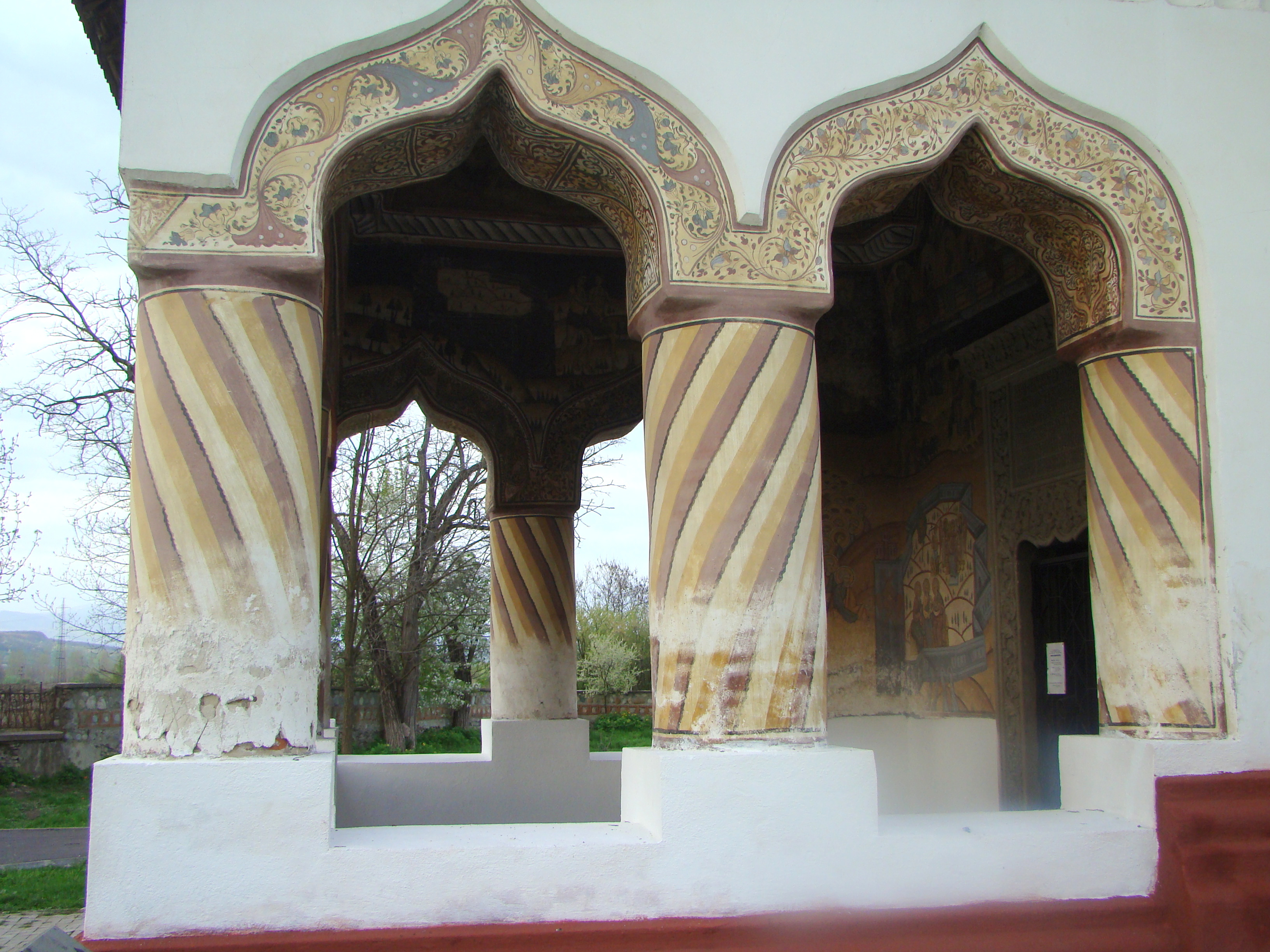
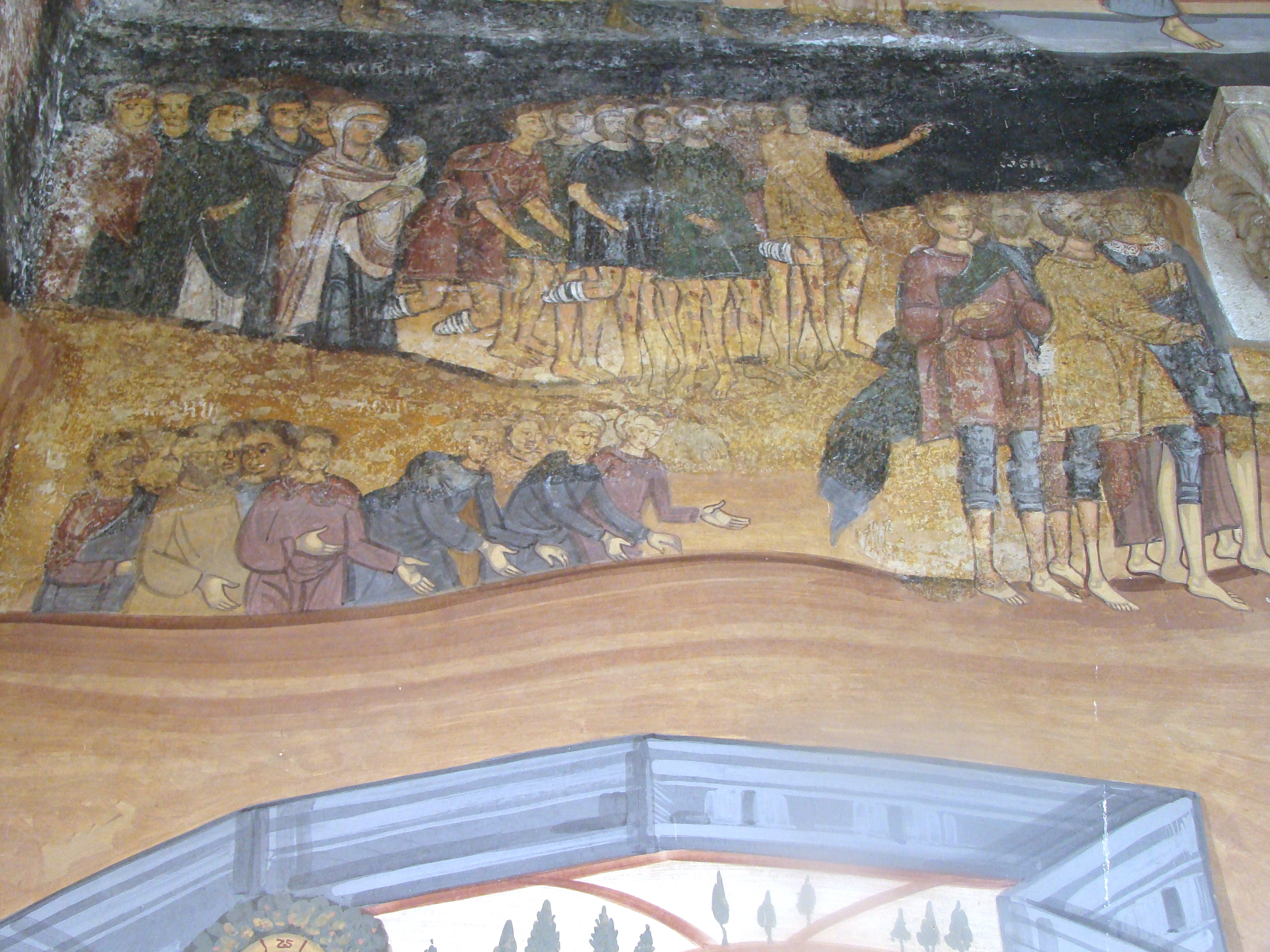
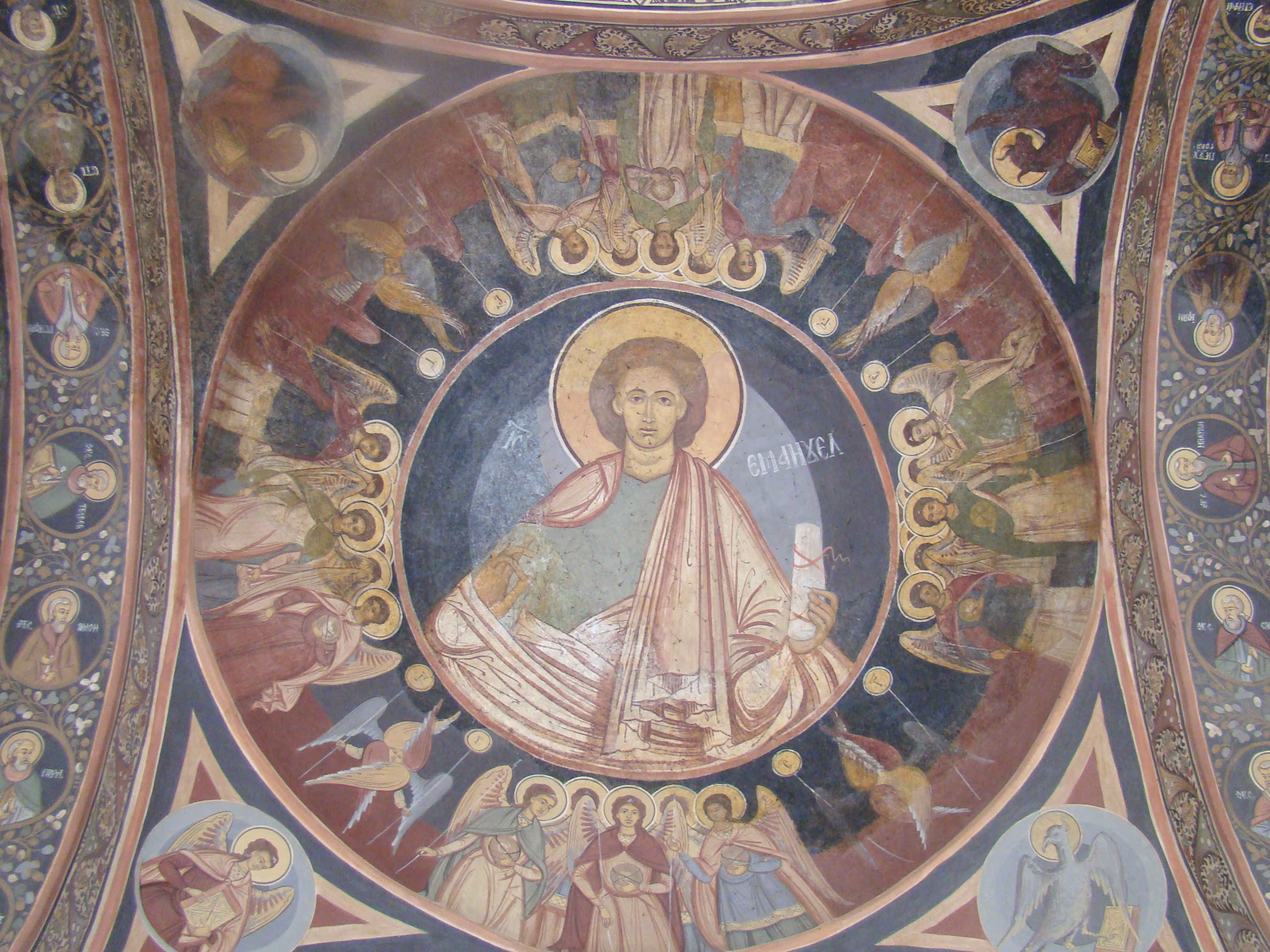
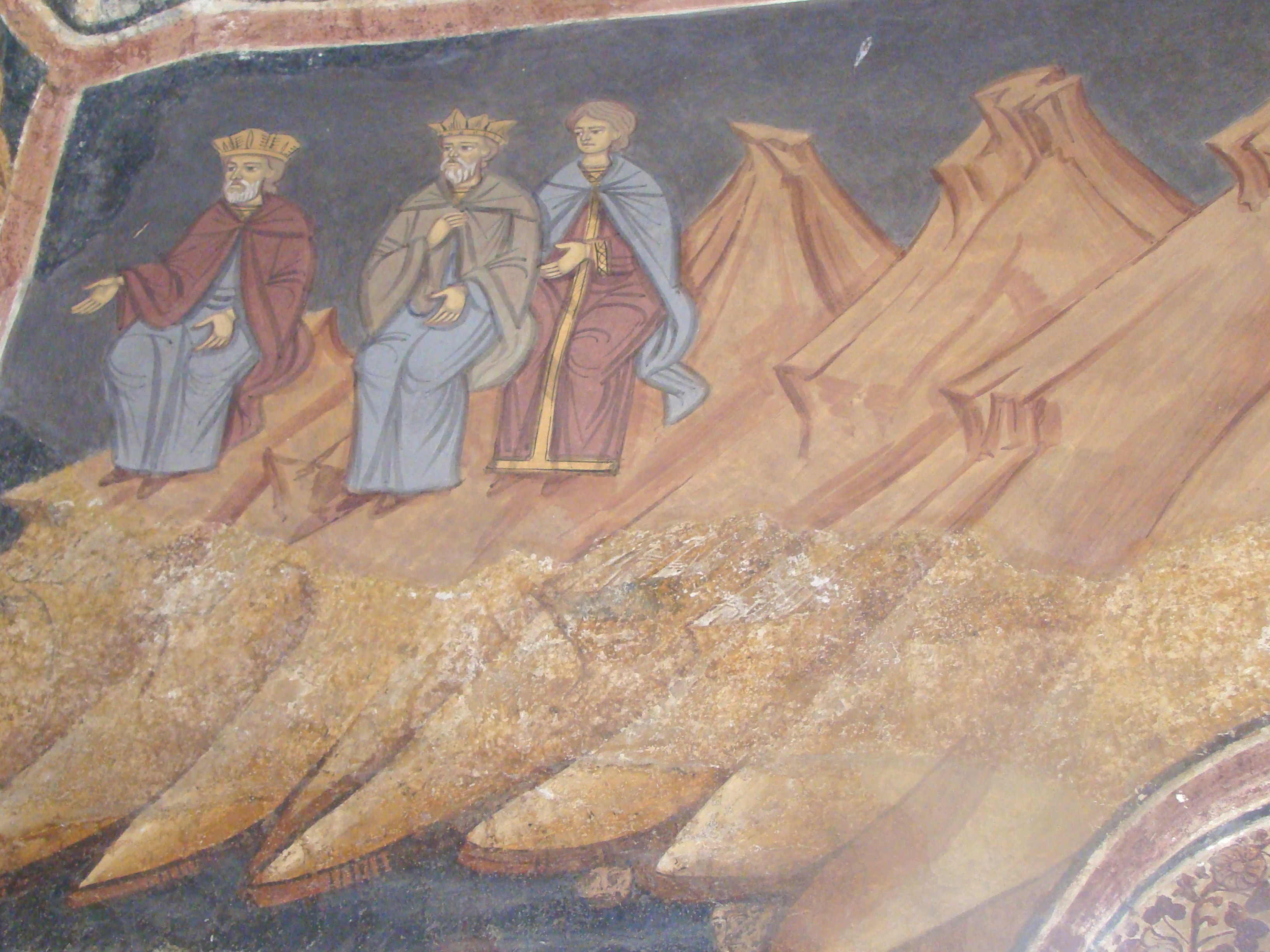
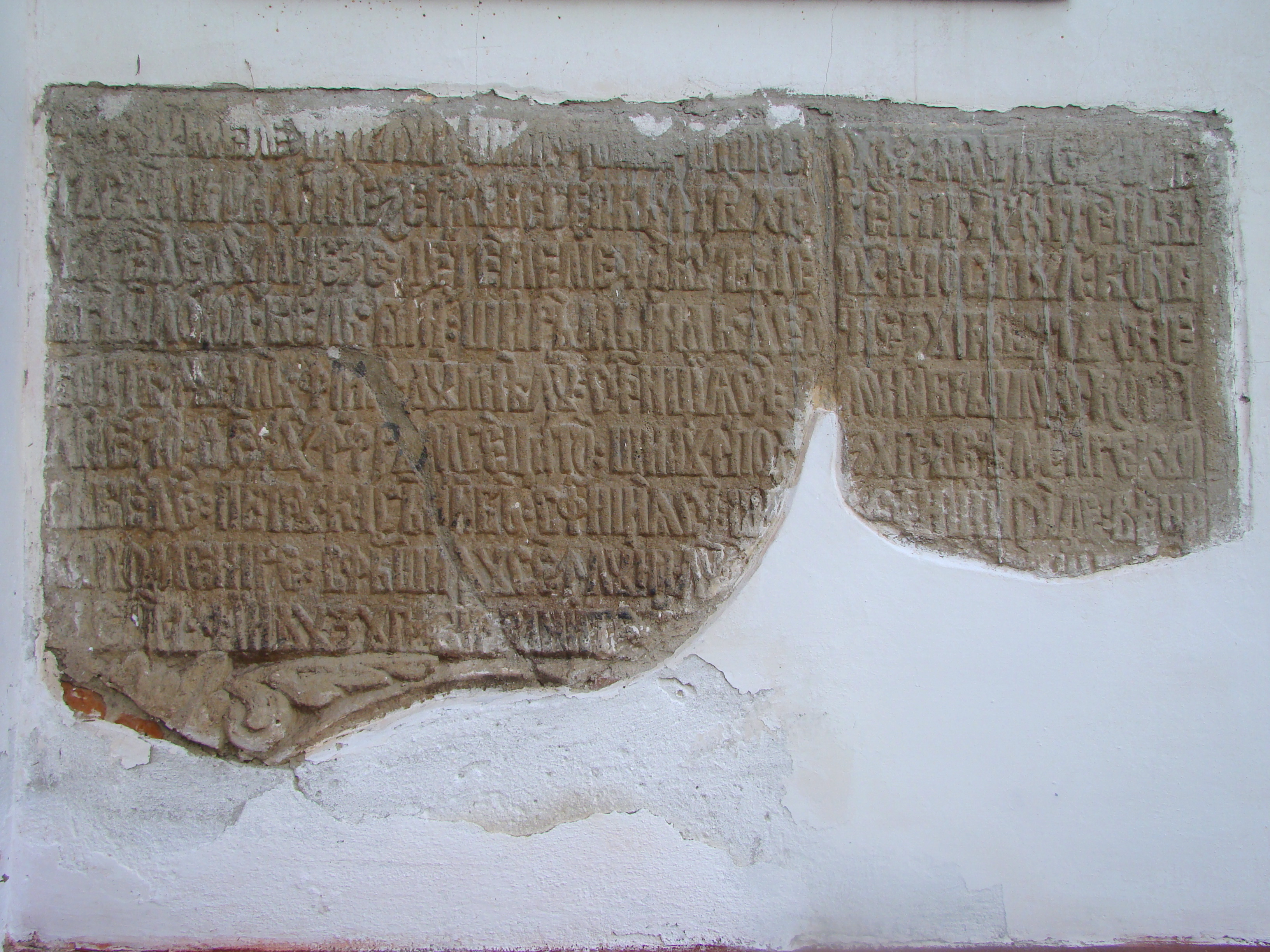
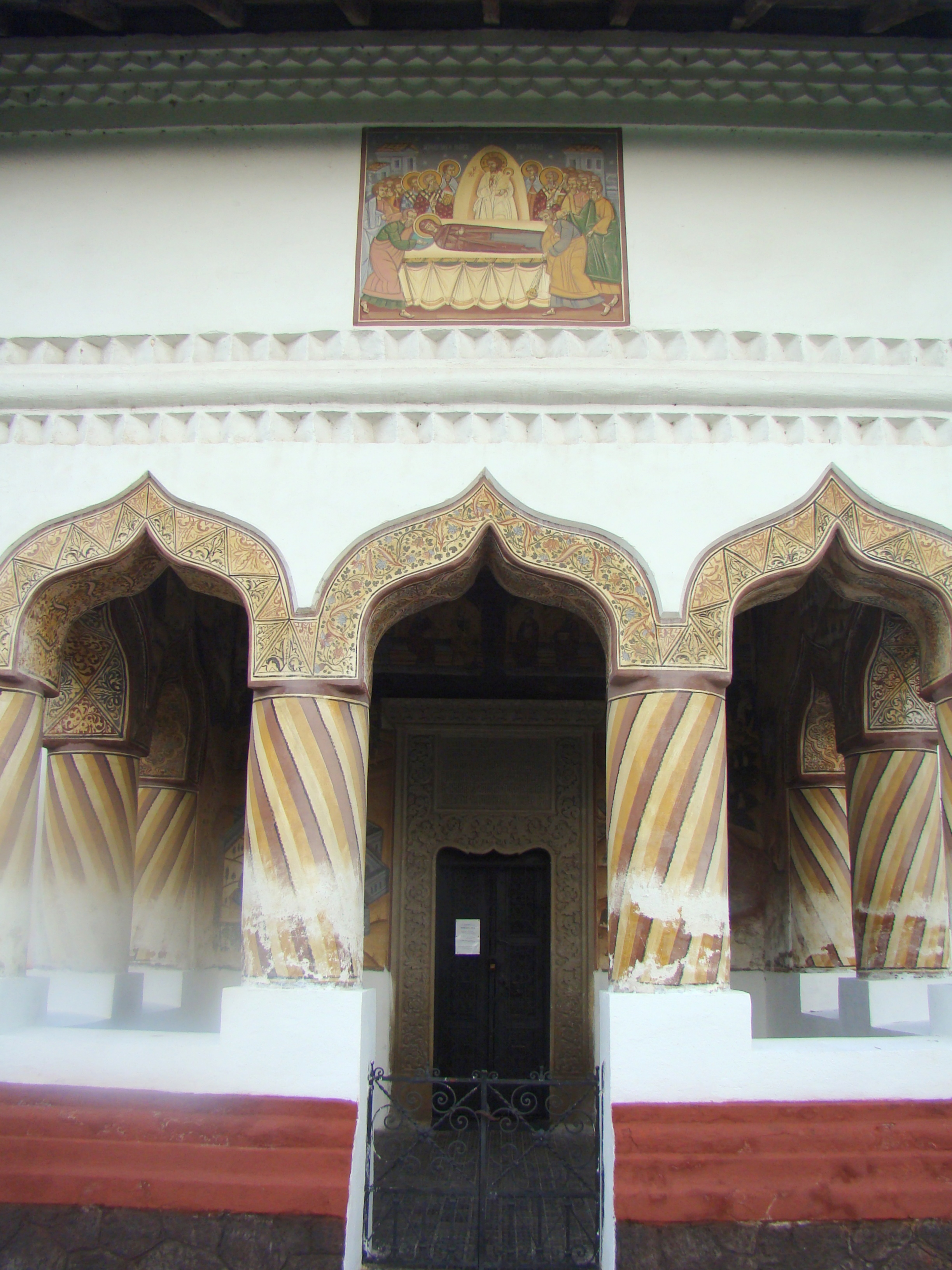
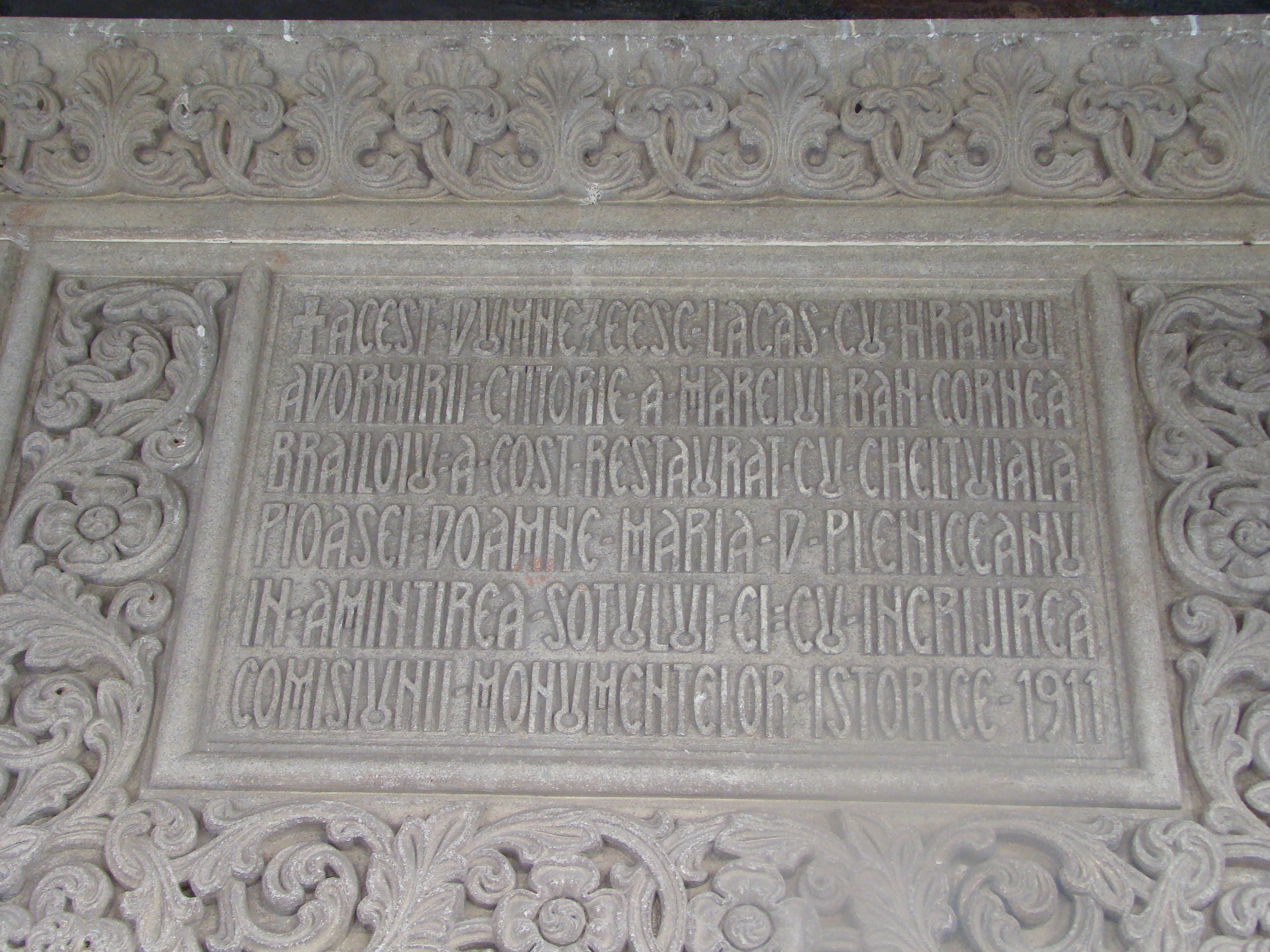
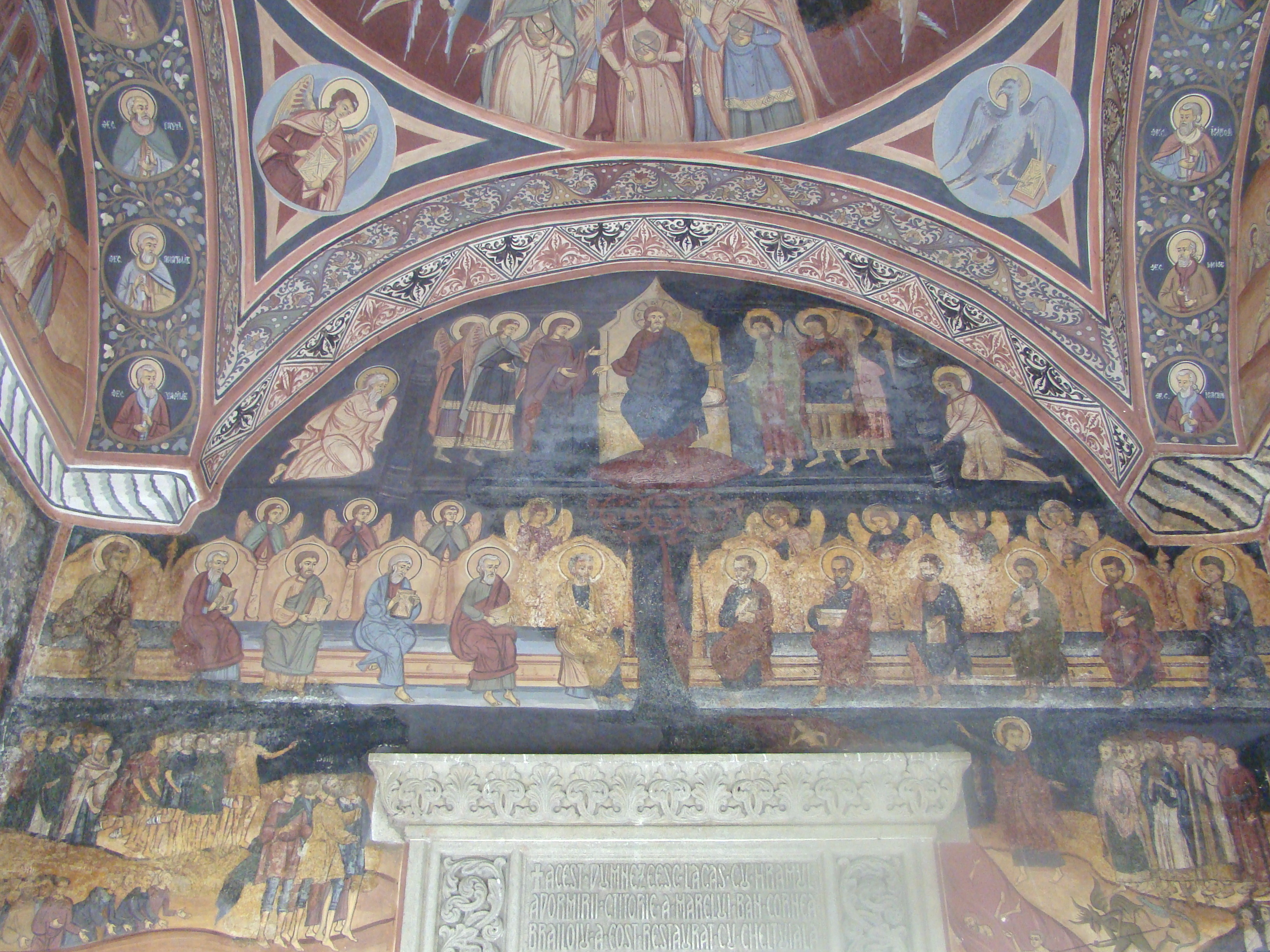
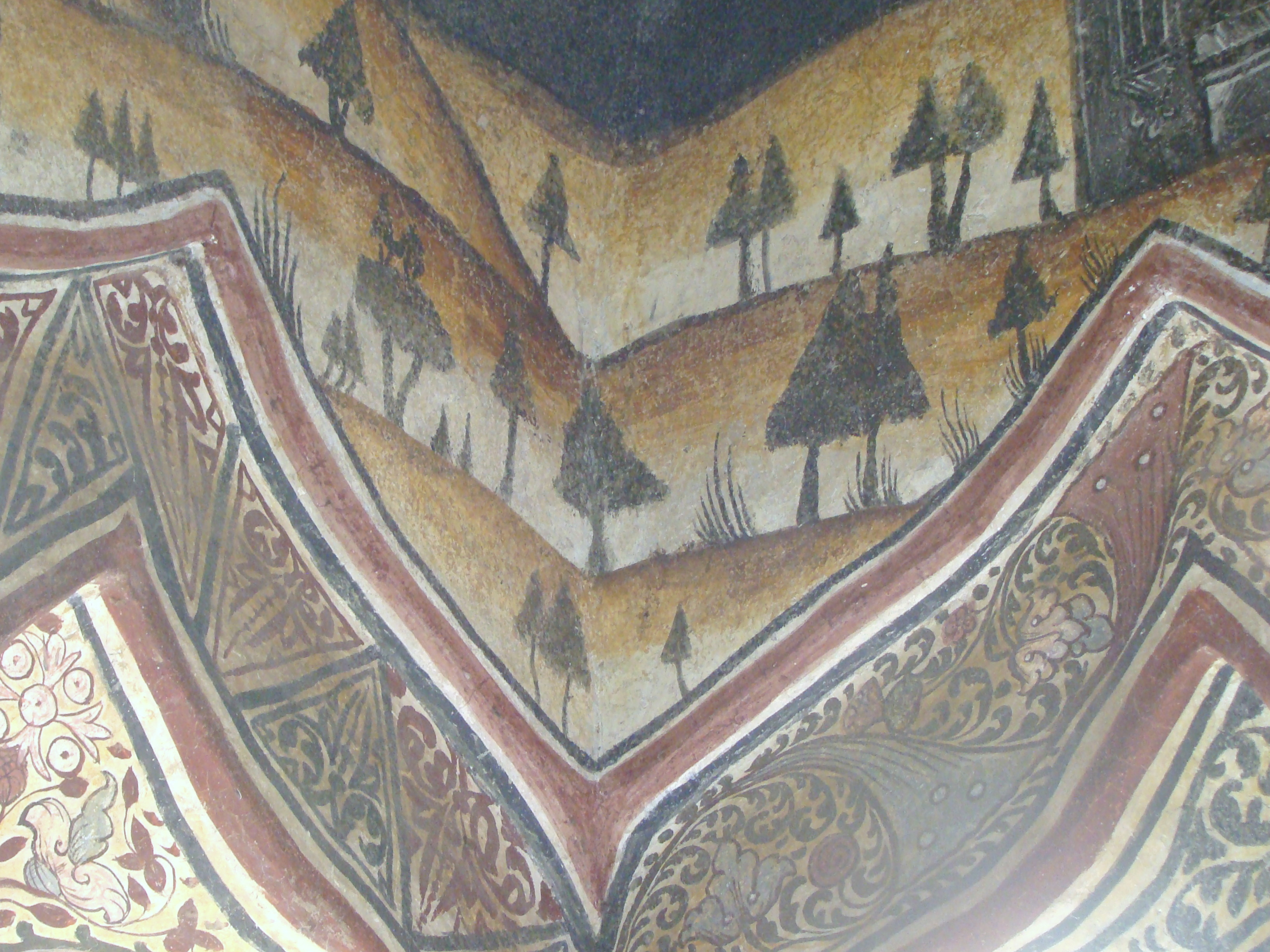
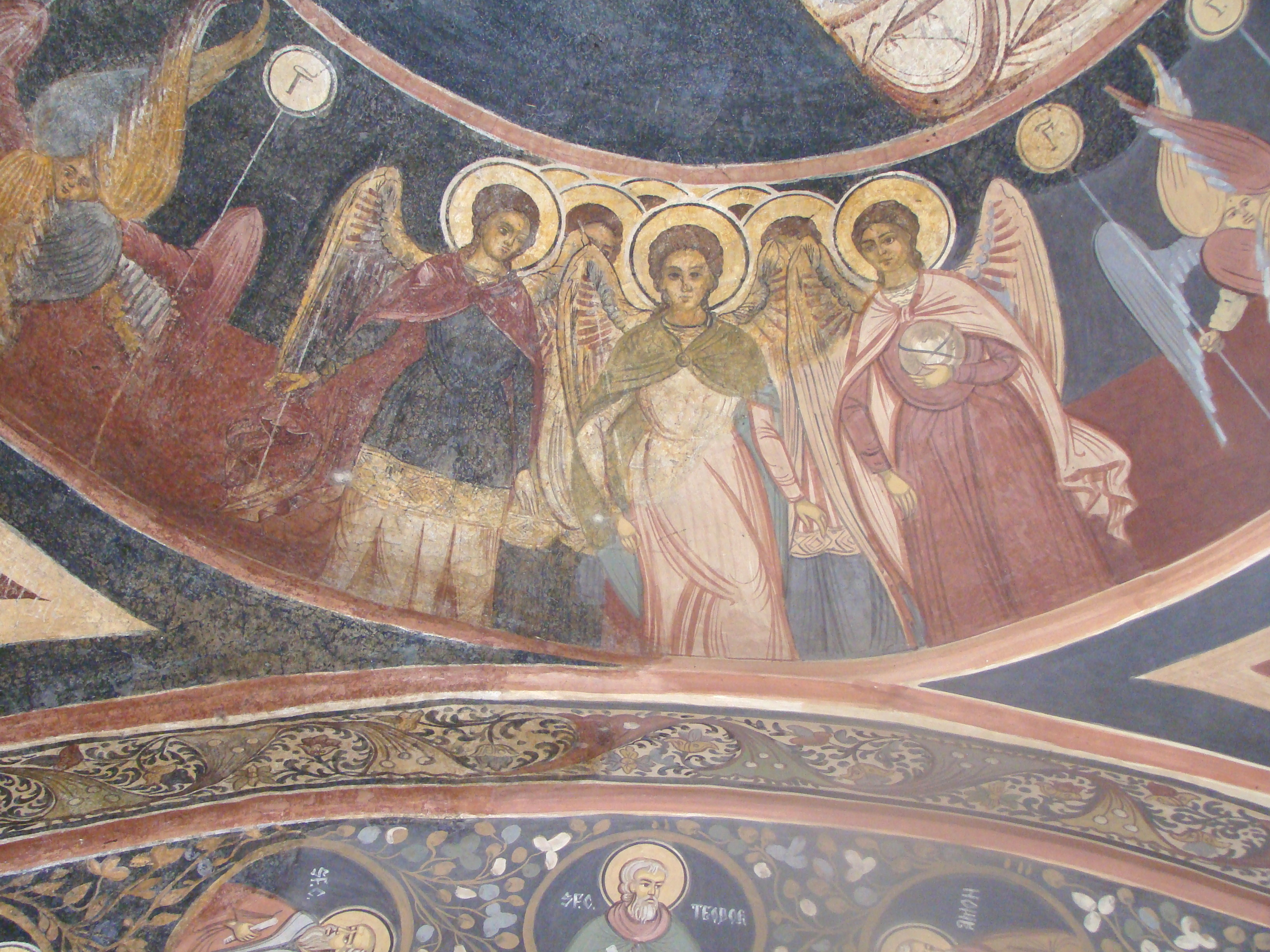
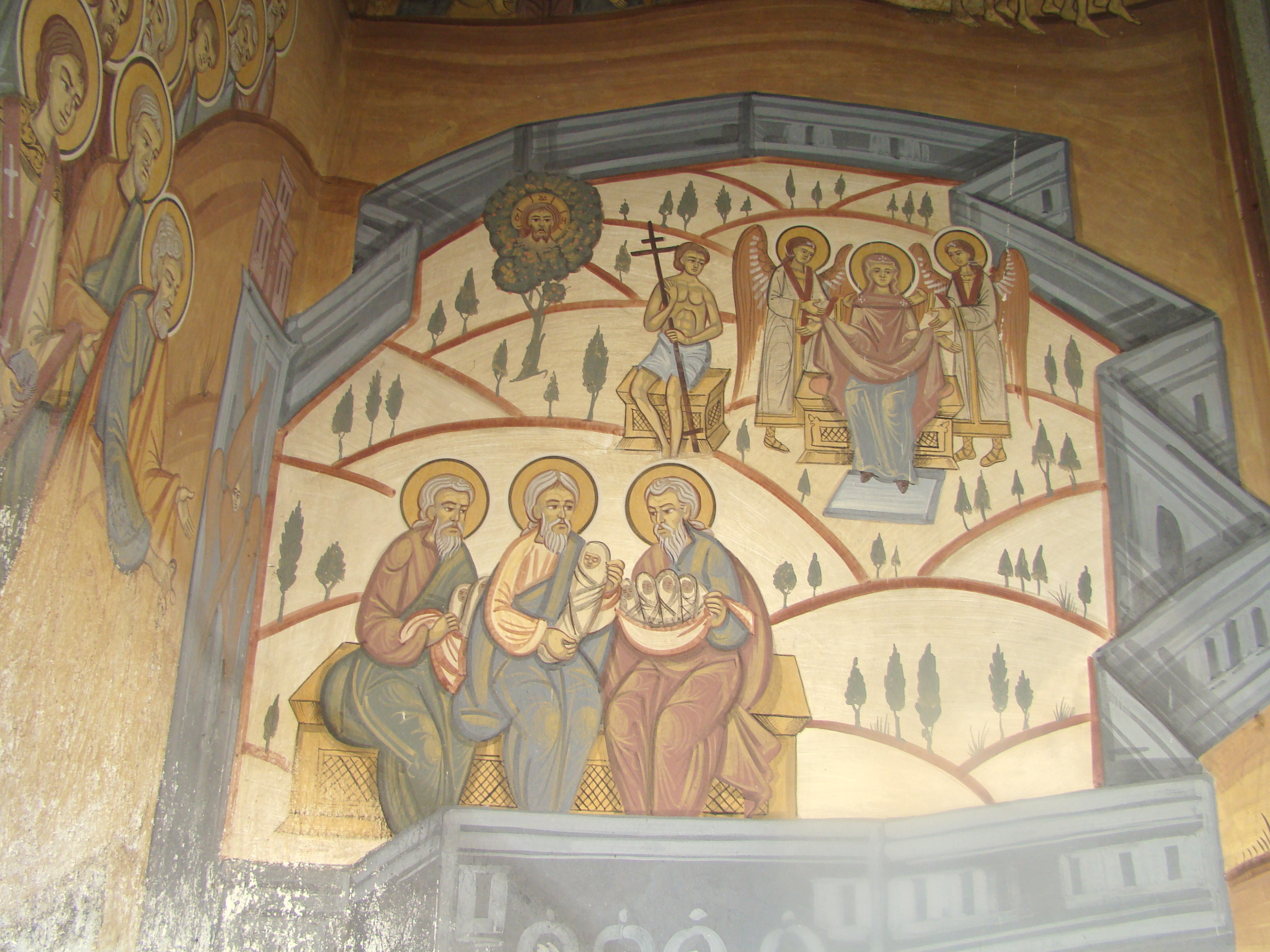
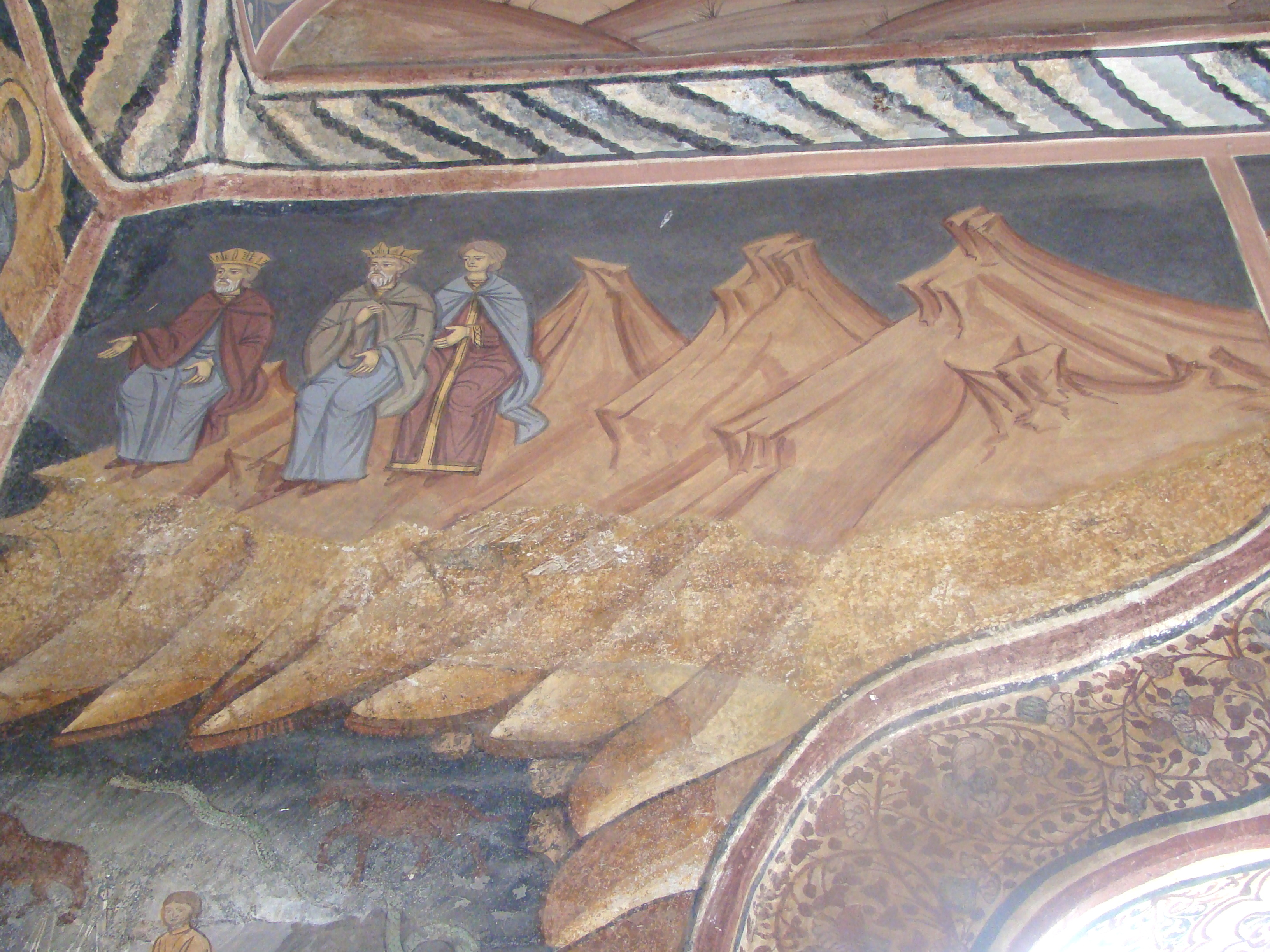
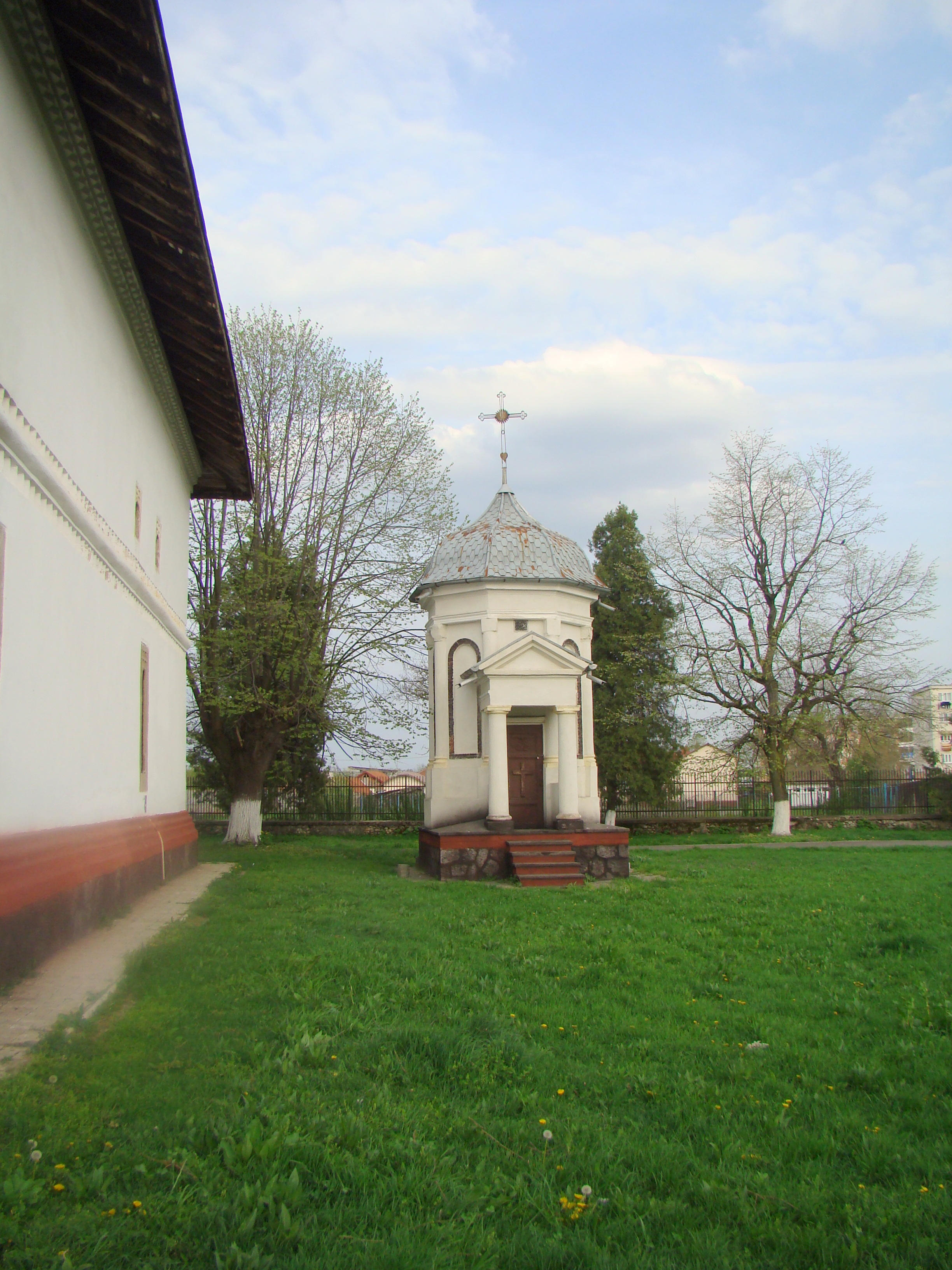
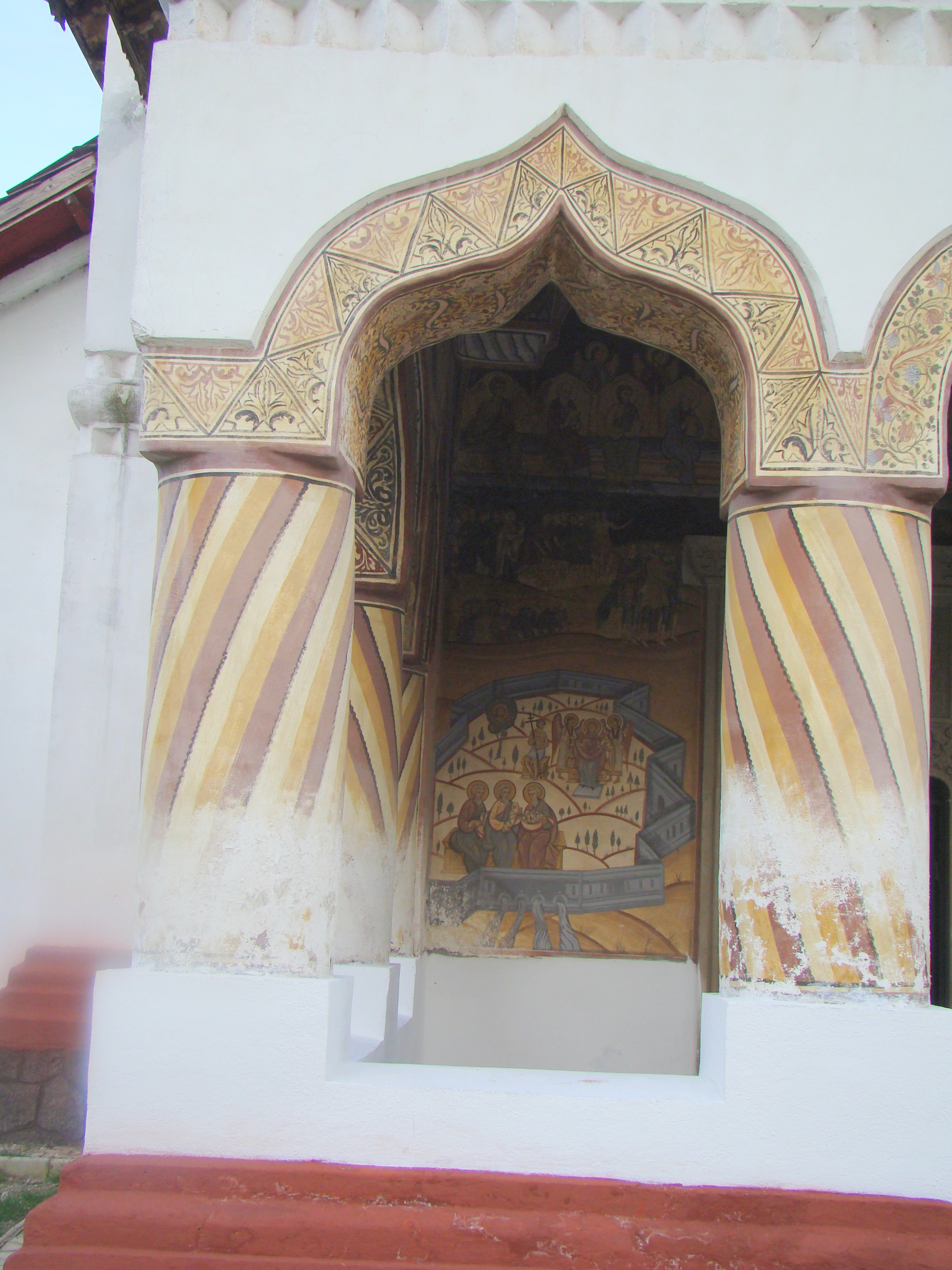
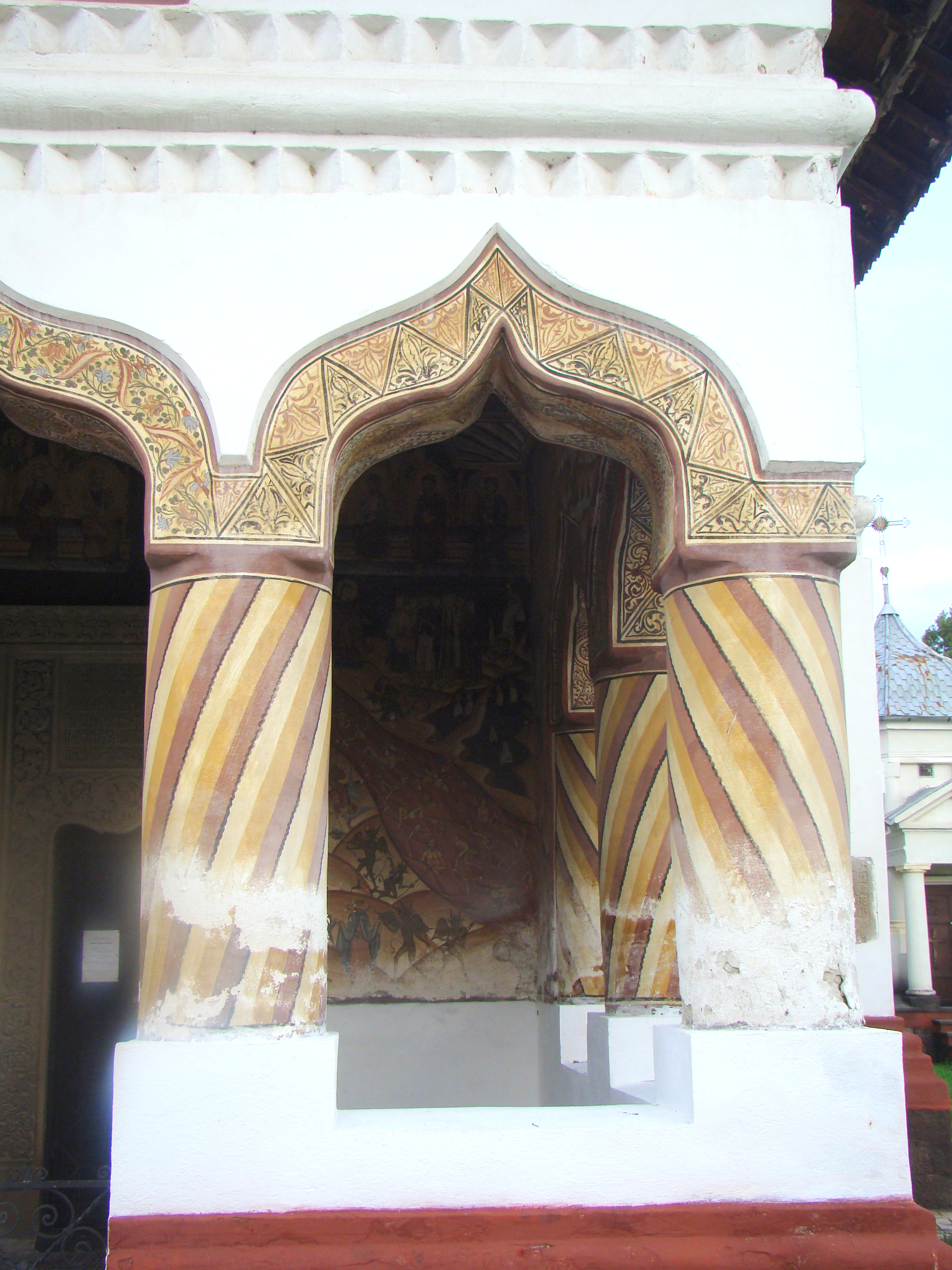
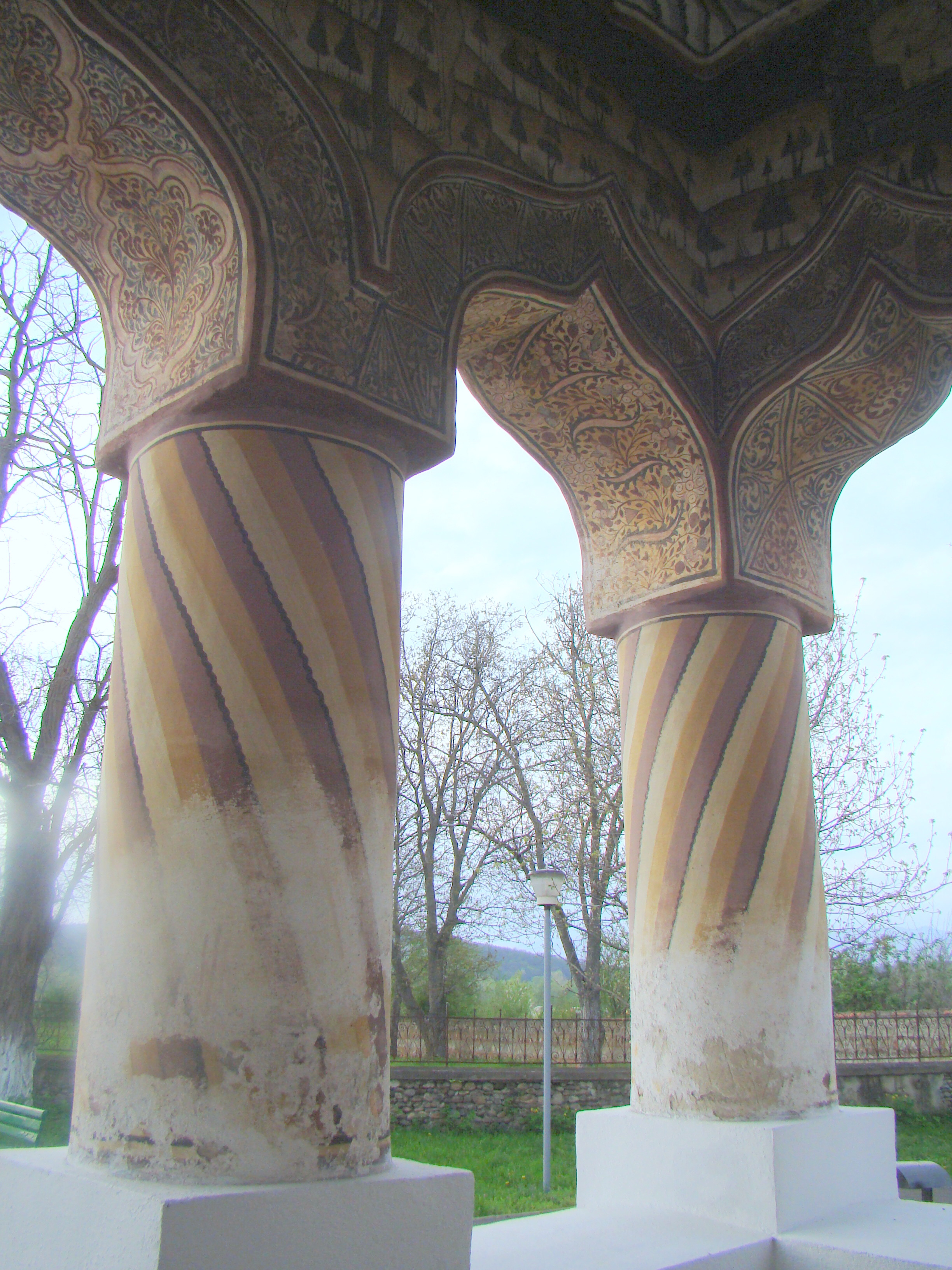
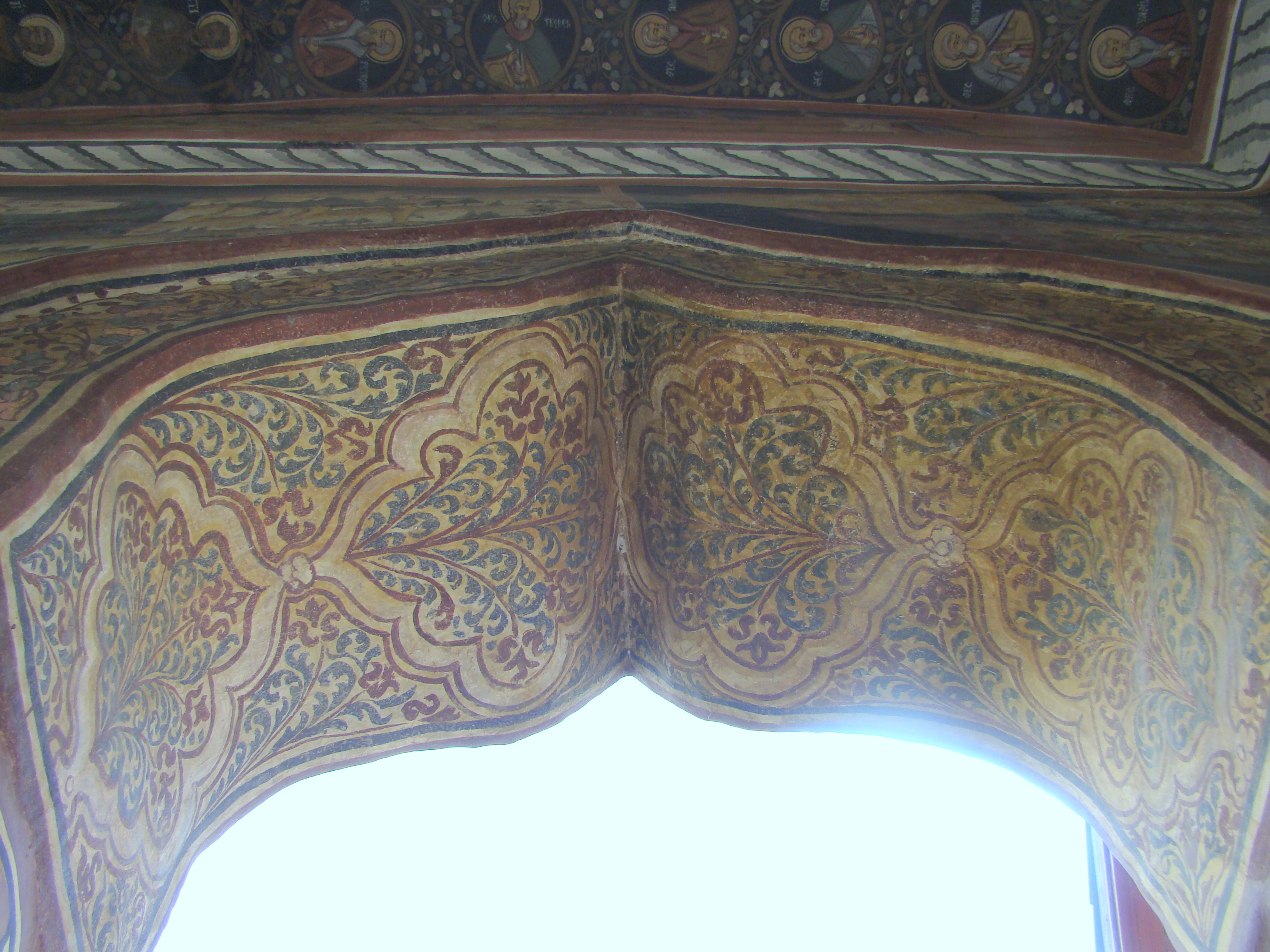
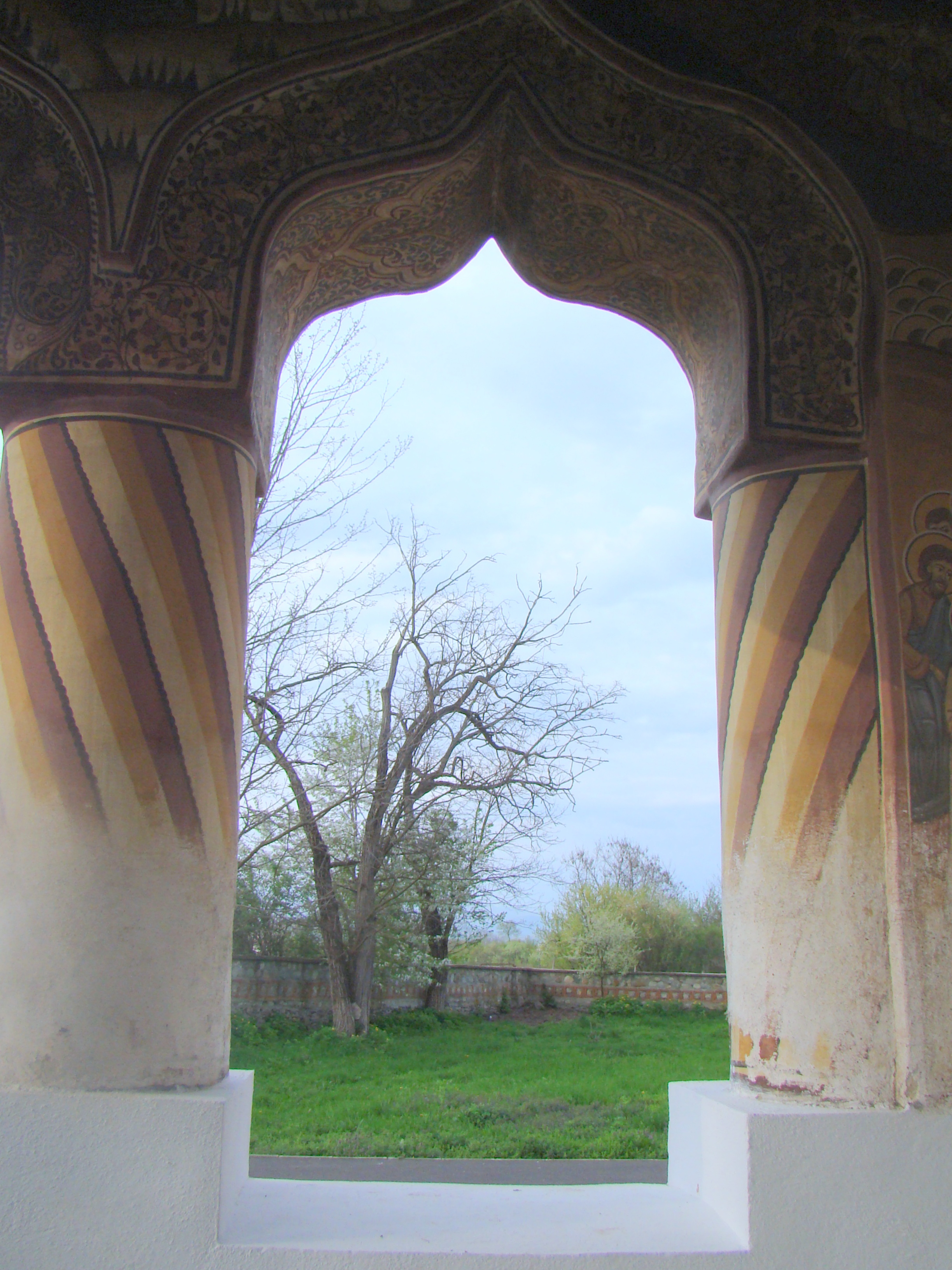
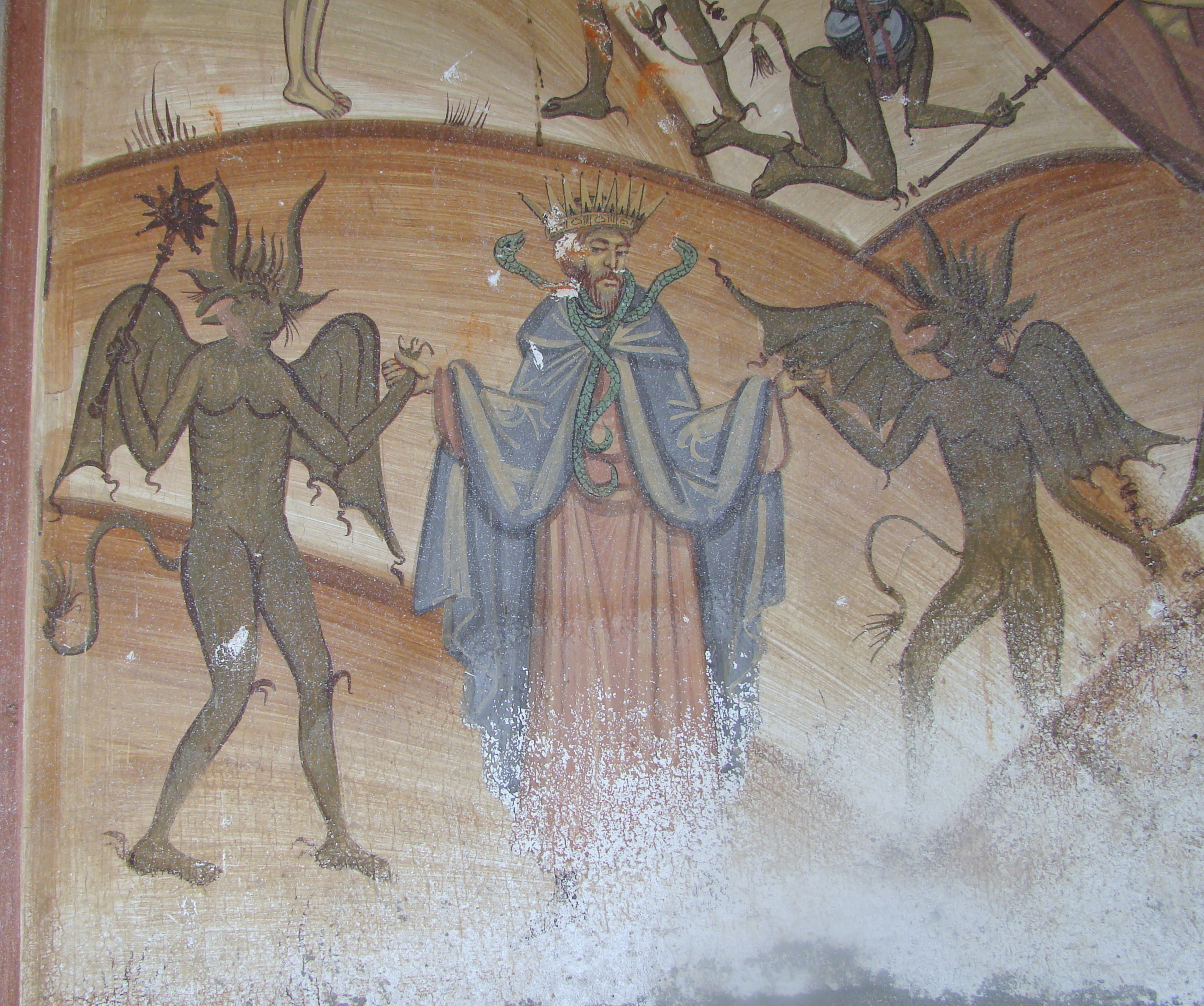
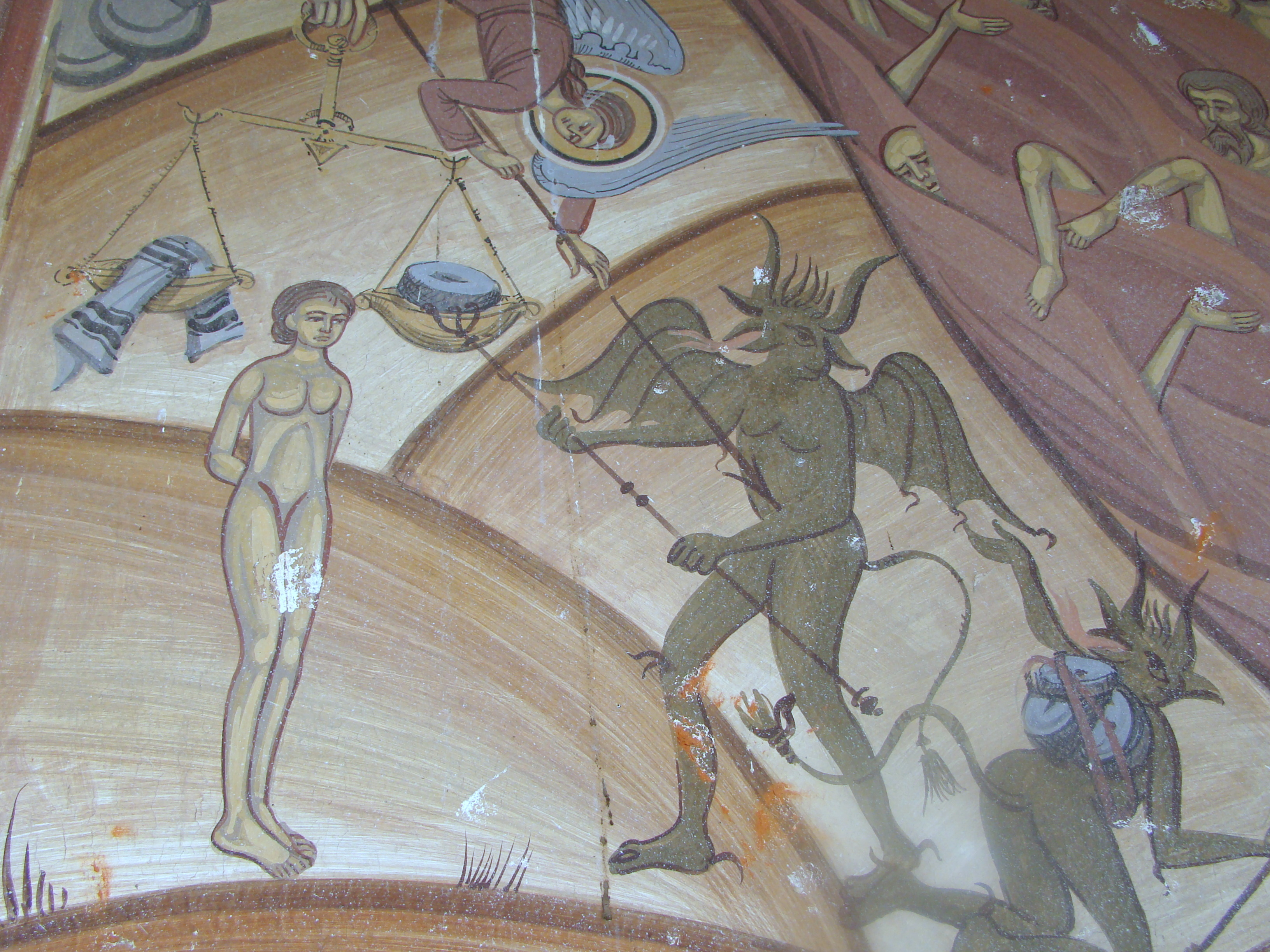
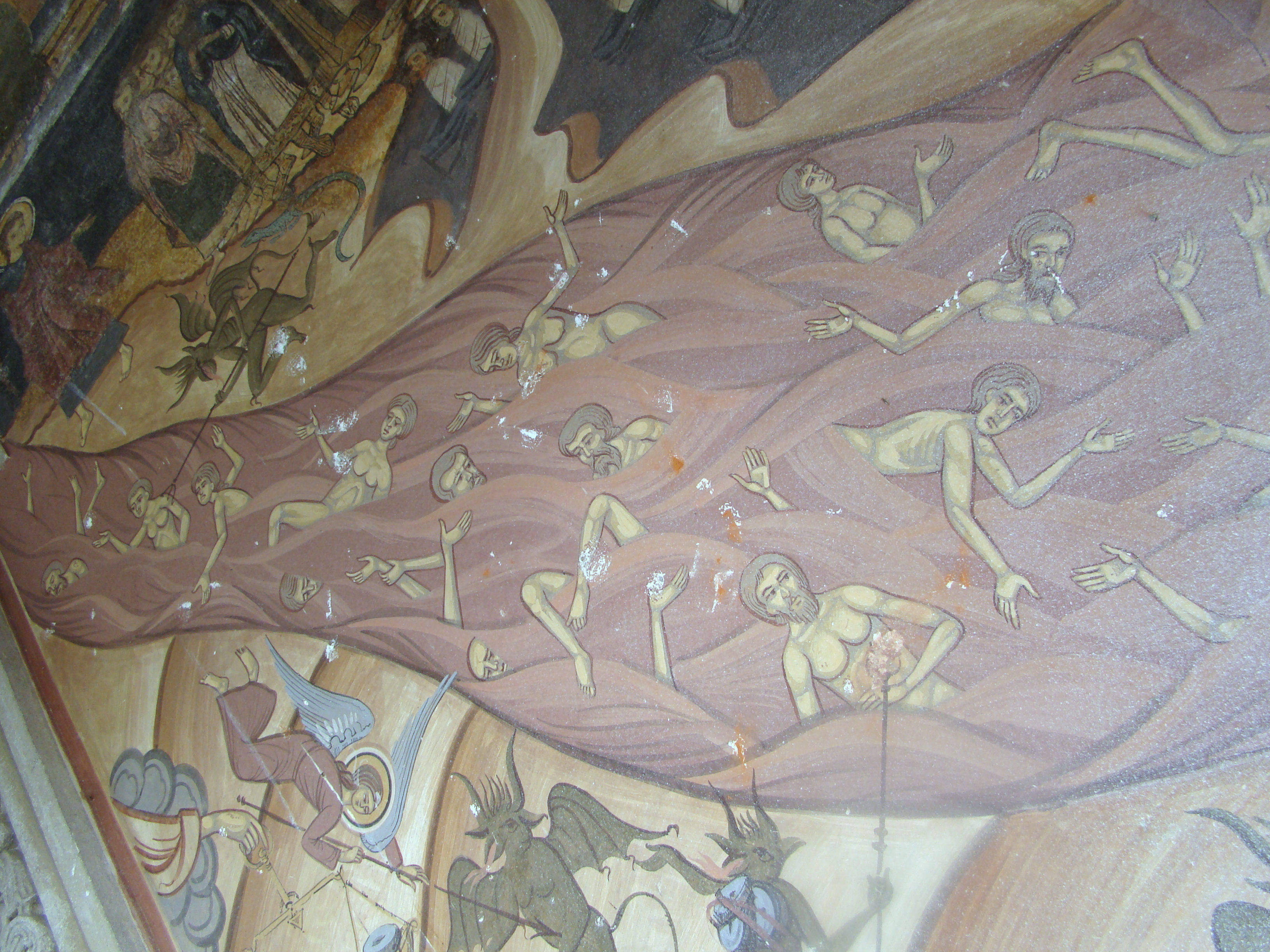
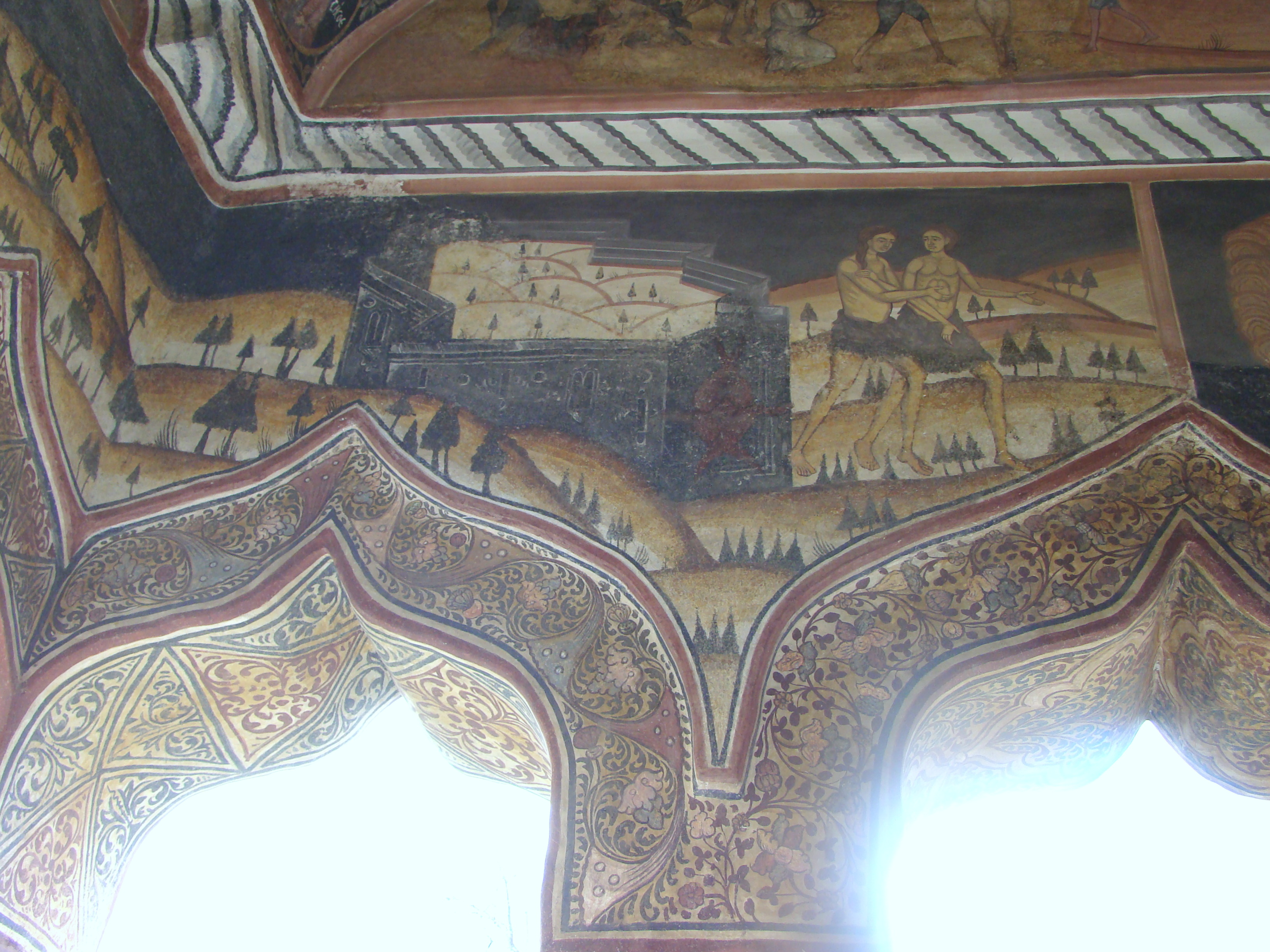